# برشلونة للسيدات موسم 2022–23
كان موسم 2022–23 الموسم ال35 في تاريخ نادي برشلونة للسيدات. بالإضافة إلى الدوري المحلي، شارك برشلونة أيضاً في موسم كأس الملكة، السوبر الإسباني النسائي ودوري أبطال أوروبا للسيدات. أنهى الفريق الموسم بتحقيق الثلاثية القارية (الفوز بالدوري، السوبر، ودوري الأبطال)، مسجلين 173 هدفاً في جميع المسابقات وتلقوا 21 هدفاً؛ فازوا بنسبة 91% من جميع مبارياتهم في جميع المسابقات.
في يوم الموعد النهائي للانتقالات، 7 سبتمبر، حطمت الرقم القياسي العالمي لرسوم الانتقال في كرة القدم للسيدات عندما وقعت مع لاعبة الوسط الإنجليزية كيرا والش من مانشستر سيتي مقابل €470،000 في صفقة لمدة ثلاث سنوات.
في مباراتهم الأولى في مرحلة المجموعات من دوري أبطال أوروبا للسيدات، تجاوزت برشلونة رقمها القياسي السابق بتسجيل ستة أهداف في مباراة واحدة في البطولة بعد فوزها 9–0 ضد بنفيكا. في مباراتهم الأخيرة في مرحلة المجموعات من دوري الأبطال، فوز 6–0 ضد روسينجورد، تجاوزت برشلونة الرقم القياسي لأكثر الأهداف المسجلة من قبل فريق سيدات في مرحلة المجموعات، حيث سجلت 29 هدفًا في المجموع متفوقة على الرقم القياسي السابق البالغ 25 هدفًا، الذي سجله باريس سان جيرمان خلال الموسم السابق.
في 22 يناير 2023، فاز الفريق بكأس السوبر الإسباني للسيدات 2022–23. بعد يومين، تم استبعادهم تقنيًا من كأس ملكة كرة القدم 2022–23. في 30 أبريل 2023، فاز برشلونة بالدوري للموسم الرابع على التوالي والثامن إجمالاً. كان هذا هو الموسم الثاني على التوالي الذي يفوزون فيه بالدوري بموسم مثالي (جميعه انتصارات)؛ بعد الفوز باللقب تعرضوا لهزيمة وتعادل.
في 3 يونيو، فاز فريق برشلونة بدوري أبطال أوروبا للسيدات للمرة الثانية في تاريخ الفريق، محققًا عودة للفوز 3–2 ضد نادي فولفسبورغ للسيدات في النهائي.

## الأطقم
- المزود: نايكي
- الراعي: سبوتيفاي (الأمام) / المفوضية السامية للأمم المتحدة لشؤون اللاجئين (الخلف)

| أساسي | أساسي بديل | ثانوي | ثالث | رابع | حارس مرمى 1 | حارس مرمى 2 | حارس مرمى 3 |

## نظرة عامة على الموسم

### يونيو 2022
في 1 يونيو، أعلن نادي برشلونة أن المدافعة ليلى الوهابي ستغادر النادي بعد ثلاثة عشر عامًا و199 مباراة؛ وقد سجلت سبعة أهداف وفازت بجميع الألقاب الممكنة مع النادي، بما في ذلك خمسة ألقاب دوري وواحد دوري أبطال أوروبا. وفي حديثها لـ Barça TV، قالت الوهابي: "بعد 13 عامًا في النادي، أعتقد أن وقتي قد حان. إنه نهاية عهد وبداية آخر. أنا فخورة جدًا بكل ما حققته وأريد أن أشكر الجماهير على كل دعمهم. أغادر وأنا في أمان لأنني حققت كل ما خططت له."
في 3 يونيو، أعلن برشلونة تجديد عقد المدرب خونتان جيرالديز حتى 30 يونيو 2024. في 4 يونيو، جدد برشلونة عقد المدافعة لايا كودينا حتى عام 2024. في 6 يونيو و7 يونيو، أعلن برشلونة تجديد عقود كلٍ من حارسة المرمى جيما فونت واللاعبة السويسرية آنا ماريا كرنوغوريفيتش على التوالي، وكلاهما تجدد حتى عام 2024.
في 17 يونيو، أعلن برشلونة عن أول صفقة للموسم، المدافعة نوريا رابانو، التي وقعت حتى 2024. في 18 يونيو، تم الإعلان عن توقيع المدافعة الإنجليزية لوسي برونز أيضًا حتى 2024. في 19 يونيو، أعلن برشلونة عن توقيع المهاجمة البرازيلية جيسي فيريرا حتى 2024. كانت هدافة الدوري في الموسم السابق جنبًا إلى جنب مع أسيسات أوشوالا، برصيد عشرين هدفًا.
في 22 يونيو، أعلنت المهاجمة جيني هيرموسو على إنستغرام أنها ستغادر النادي. خلال ستة مواسم ونصف كلاعبة بلوجرانا، أصبحت هيرموسو الهدافة التاريخية للنادي برصيد 181 هدفًا في 224 مباراة رسمية. سمح لها سجلها بأن تكون هدافة الدوري مع بارسا في 2016، 2017، 2020 و2021. كما كانت هيرموسو الهدافة في دوري الأبطال 2020–21. في منشورها على إنستغرام، قالت هيرموسو: "كل شيء يأتي وأحيانًا ينتهي. أنا فخورة جدًا بأنني قدمت كل ما لدي في القميص."
في 30 يونيو، أعلن برشلونة أن الجناح الهولندي ليكه مارتينس كانت أيضًا تغادر النادي بعد انتهاء عقدها. تعتبر مشاركاتها البالغة 158 مباراة بقميص برشلونة رقمًا قياسيًا للاعب غير إسباني.
اللاعبة صاحبة الرقم القياسي في عدد المشاركات مع النادي، المدافعة ميلاني سيرانو، أعلنت اعتزالها بعد 18 عامًا و517 مشاركة، كما أعلنت أنها ستواصل العمل في النادي في دور غير لعب. كما أعلنت المهاجمة كانديلا أندوجار اعتزالها في منشور على إنستغرام.

### يوليو
في 5 يوليو، أعلن برشلونة أن القائدة أليكسيا بوتياس تعرضت لإصابة الرباط الصليبي الأمامي في ركبتها اليسرى أثناء التدريبات مع منتخب إسبانيا لكرة القدم للسيدات في إنجلترا في بطولة أمم أوروبا للسيدات 2022. في 11 يوليو، تم الإعلان أن أليكسيا ستجري عملية جراحية في اليوم التالي. أيضًا في 11 يوليو، أعلن برشلونة عن توقيع المهاجمة سلمى بارالويلو، التي وقعت حتى 2026. في 12 يوليو، أجرت أليكسيا عمليتها. بنجاح، طبيعة الإصابة والتعافي يعني أنها ستغيب عن معظم الموسم بسبب التعافي؛ قُدّر أن أبكر موعد قد تعود فيه للعب هو أبريل 2023.
في 22 يوليو، فازت المهاجمة النيجيرية لنادي برشلونة أسيسات أوشوالا بجائزة جائزة أفضل لاعبة في إفريقيا للمرة الخامسة، محققة رقمًا قياسيًا.
في 26 يوليو، تم الإعلان عن تجديد عقد المدافعة إيما راميريز حتى عام 2024. كما أعلن برشلونة عن توقيع عقد مع لاعبة الوسط البالغة من العمر 16 عامًا فيكي لوبيز، التي وقعت حتى عام 2027.
في 31 يوليو، فازت مدافعة برشلونة لوسي برونز ببطولة يورو 2022 مع إنجلترا وفازت المهاجمة جيزي فيريرا ببطولة كوبا أمريكا مع البرازيل.

### أغسطس
في 6 أغسطس، افتتح برشلونة الموسم التحضيري بفوز ساحق 10–0 على AEM Lleida في مباراة ودية، والتي تضمنت هاتريك من كارولين غراهام هانسن.
في 9 أغسطس، توصل برشلونة إلى اتفاق مع المدافعة أندريا باريرا لإنهاء عقدها بعد اللعب أربع مواسم مع النادي.
ثم سافر الفريق إلى فرنسا للمشاركة في كأس النساء الفرنسية AMOS. يوم 16 أغسطس واجه الفريق بايرن ميونخ في نصف نهائي البطولة، حيث هُزم بفارق ضئيل 1–2. ثم في 19 أغسطس، فاز برشلونة 5–4 بركلات الترجيح ضد باريس سان جيرمان في مباراة تحديد المركز الثالث لينهي في المركز الثالث في البطولة الصيفية الودية.
في 18 أغسطس، أعلن برشلونة أنهم توصلوا إلى اتفاق مع شركة هورا فودز (Heura Foods) المتخصصة في الأطعمة النباتية. سيكونون الشريك الجديد لأول فريق للسيدات في نادي بارسا لمدة المواسم الثلاثة القادمة، حتى 30 يونيو 2025.
في 23 أغسطس، احتفظت برشلونة بـ كأس جوان غامبر بعد الفوز على مونبلييه 6–0 في ملعب يوهان كرويف؛ تم تسمية لاعبة الوسط باتري غويغارو كأفضل لاعبة في المباراة.
في 25 أغسطس، فازت القائدة أليكسيا بوتياس بجائزة أفضل لاعبة في أوروبا للسنة الثانية على التوالي.
في 27 أغسطس، توصل برشلونة إلى اتفاق مع لاعبة الوسط أندريا سانشيز فالكون لإنهاء عقدها بعد أن لعبت 41 مباراة مع النادي.
في 27 أغسطس، اختتمت برشلونة الموسم التحضيري بفوز 2-4 بركلات الترجيح ضد جراناديا تينيريفي للفوز بكأس تايدي الودية لأول مرة.
في 30 أغسطس، أعلن برشلونة أنهم توصلوا إلى اتفاق مع شركة التعبئة والتغليف GLS Group، التي أصبحت الشريك اللوجستي الرسمي للفريق وستبقى راعياً عالمياً للنادي للمواسم الثلاثة المقبلة، حتى 30 يونيو 2025.

### سبتمبر
في يوم إغلاق فترة الانتقالات، 7 سبتمبر، حطمت برشلونة الرقم القياسي العالمي لرسوم الانتقال في كرة القدم للسيدات عندما وقعت مع لاعبة الوسط الإنجليزية كيرا والش من مانشستر سيتي للسيدات مقابل €470،000 في صفقة لمدة ثلاث سنوات، حتى 30 يونيو 2025.
في 9 سبتمبر، توصل برشلونة إلى اتفاق مع أرسنال لنقل المهاجمة البرازيلية جيو كيروز إلى النادي الإنجليزي.
في 11 سبتمبر، كان من المفترض أن يلعب برشلونة المباراة الأولى في الدوري للموسم ضد ليفانتي لاس بلاناس. وصل كلا الفريقين إلى سان خوان ديسباي في الوقت المحدد وبعد الإحماء، اصطفوا للمباراة كالمعتاد. ومع عدم وصول مسؤولي المباراة، انتظروا النصف ساعة المطلوبة قبل أن يتم رسمياً إلغاء المباراة؛ مثل الآخرين، تم تأجيل المباراة بعد أن لم يظهر الحكم ومسؤولو المباراة في المكان كجزء من إضراب يطالب بزيادة الأجور من الاتحاد الملكي الإسباني لكرة القدم. في 15 سبتمبر 2022، تم التوصل إلى اتفاق بين الأطراف لإنهاء الإضراب، مما مهد الطريق لبدء موسم الدوري. وقد قرر الاتحاد موعدًا جديدًا للمباراة المؤجلة؛ لعب برشلونة مباراة الجولة الأولى المؤجلة في 3 نوفمبر 2022.
في 17 سبتمبر، بدأ فريق بارسلونا الموسم الجديد بفوز 2–0 ضد غراناديا تينيريفي، بأهداف من كارولين غراهام هانسن والتوقيع الجديد جيسي فيريرا. بدخولها من على مقاعد البدلاء للعب في هذه المباراة، أصبحت فيكي لوبيز أصغر شخص يلعب لفريق برشلونة فيميني الأول في العصر الاحترافي، في عمر 16 عامًا وشهر و19 يومًا.
في 25 سبتمبر، فاز برشلونة 4–1 ضد فياريال ليحتل المركز الأول في جدول الدوري لأول مرة هذا الموسم. سجلت الأهداف ماريا بيلار ليون، أسيسات أوشوالا، وكلاوديا بينا، وتم تسجيل هدف بالخطأ بواسطة مدافعة فياريال لارا ماتا.

### أكتوبر
في 1 أكتوبر، اكتسح فريق برشلونة نادي مدريد CFF بسبعة أهداف مقابل لا شيء لتحقيق انتصارهم الثالث على التوالي وللحفاظ على المركز الأول في جدول الدوري. سجلت كارولين غراهام هانسن هدفًا بينما سجلت كل من ماريونا كالدينتي، غايسي فيريرا و آنا ماريا كرنوغوريفيتش هدفين لكل منهما.
في 3 أكتوبر، أُجريت قرعة مرحلة المجموعات من دوري أبطال أوروبا للسيدات 2022-23 في نيون (مدينة). وقع فريق برشلونة في المجموعة د ليلعب ضد بايرن ميونخ، نادي بنفيكا، وروسينجورد.
في 4 أكتوبر، أعلنت برشلونة أن المباريات في أرضها ضد بايرن ميونخ ونادي روسينجورد للسيدات ستلعب في كامب نو، بينما المباراة في أرضها ضد نادي بنفيكا ستلعب في ملعب يوهان كرويف.
في 15 أكتوبر، بعد الاستراحة الدولية، واصل برشلونة هيمنته، محققًا فوزه الرابع على التوالي في الدوري بفوزه على أتلتيك كلوب 0–3 بأهداف من كلاوديا بينا، جيسي فيريرا وماريونا كالدينتي.
في 17 أكتوبر، فازت الكابتن أليكسيا بوتياس بجائزة جائزة الكرة الذهبية للسيدات للمرة الثانية على التوالي في حفل 2022، وأصبحت أول من يفوز بالجائزة مرتين، وأول من يفوز بها في سنوات متتالية. كما تم ترشيح أيتانا بونماتي وأسيسات أوشوالا وفريدولينا رولفو للجائزة وصُنِّفن في المرتبة الخامسة والسادسة عشرة والتاسعة عشرة على التوالي.
في 19 أكتوبر، في مباراتهم الأولى في مرحلة المجموعات بدوري أبطال أوروبا للسيدات، تجاوزت Barcelona رقمهم القياسي السابق في تسجيل الأهداف بستة أهداف في مباراة واحدة في المسابقة بعد الفوز 9–0 ضد نادي بنفيكا؛ تم تحقيق الرقم القياسي الجديد لتسجيل الأهداف للفريق بفضل أهداف من باتريشيا غويغارو، أيتانا بونماتي، ماريونا كالدينتي، آنا ماريا كرنوغوريفيتش، كلاوديا بينا، الذين سجلوا هدفًا لكل منهم و أسيسات أوشوالا و غايسي فيريرا، الذين سجلوا هدفين لكل منهما. تم اختيار الهدف الأول لـ Asisat Oshoala الذي سجله في الدقيقة 34 كهدف الأسبوع لليوم الأول من دوري أبطال أوروبا للسيدات. في نفس اليوم، توصلت Barcelona إلى اتفاق مع شركة الأغذية متعددة الجنسيات المكسيكية مجموعة بيمبو لتصبح شريكًا عالميًا للنادي والشريك الرئيسي لفريق السيدات الأول في كرة القدم. تشمل الإستراتيجيات الأساسية لهذا التعاون تعزيز نمط حياة صحي ونشيط، ورعاية المواهب الجديدة، واستثمار واضح في تمكين المرأة. يهدف فريق السيدات إلى الاستقلال المالي عن فريق الرجال من خلال شراكات مثل الشراكة مع Bimbo.
في 20 أكتوبر، أعلن برشلونة أن المدافعة لايا كودينا تعرضت لخلع مفصل الأخرم الترقوي – كتف منفصل – في كتفها الأيمن، والذي حدث أثناء اللعب في المباراة ضد بنفيكا قبل يوم. وأُعلن أنها ستغيب لمدة ستة أسابيع نتيجة للإصابة وستعود للعب في أوائل ديسمبر.
في 21 أكتوبر، فازت القائدة أليكسيا بوتياس بجائزة Golden Player Woman award التي تقدمها المجلة الرياضية الإيطالية Tūtūsibūrt. أصبحت ثاني فائزة بالجائزة؛ ليكا مارتينز فازت بها في 2021 أثناء اللعب لفريق برشلونة.
في 22 أكتوبر، فاز برشلونة في مباراتهم السادسة على التوالي هذا الموسم بعد هزيمة ريال بيتيس بنتيجة 0–3. سجل الأهداف كل من فريدولينا رولفو وكارولين غراهام هانسن، وسجل هدف ذاتي من قبل مهاجم ريال بيتيس رينسولا باباجيد.
في 24 أكتوبر، أقيمت النسخة الثانية من إل موندو ديبورتيفو غالا دي فوتبول فيمينينو، حيث فاز عدة أعضاء من الفريق بجوائز، وحصل الفريق نفسه على اعتراف خاص لتحقيقه رقماً قياسياً جديداً في الحضور لمباراة كرة قدم نسائية في الموسم السابق.
في 27 أكتوبر، فاز برشلونة بالمباراة الثانية على التوالي في مرحلة المجموعات لهذا الموسم ضد روسينغارد وحققوا الفوز السابع على التوالي في جميع المسابقات بنتيجة 1-4. أيتانا بونماتي وماريونا كالدينتي ساهمتا في الفوز بتسجيلهما هدفين لكل منهما. الهدف الأول لـماريونا كالدينتي الذي سجله في الدقيقة 65 حيث سجلته من منتصف الملعب تم اختياره كهدف الأسبوع للجولة الثانية من مرحلة المجموعات في دوري أبطال أوروبا. خلال المباراة تعرضت المهاجمة النرويجية كارولين غراهام هانسن لإصابة، وكشفت الفحوصات التي أجريت في اليوم التالي أنها تعرضت لإصابة في وتر العضلة ذات الرأسين الفخذية في الفخذ الأيمن، والمعروفة أيضًا بـتمزق عضلات باطن الركبة.
في 30 أكتوبر، فاز برشلونة بصعوبة على ليفانتي 2–1 لتحقيق فوزهم السادس على التوالي في الدوري. سجلت أيتانا بونماتي وإنجريد إنجينكلاهما للحصول على الفوز الصعب للفريق. كما أن هذا الفوز شكل الانتصار الـ41 على التوالي للفريق في الدوري والفوز الـ56 من أصل 56 مباراة لعبت في جميع المسابقات في ملعب يوهان كرويف منذ افتتاحه في 2019. خلال هذه الفترة، سجل الفريق 293 هدفاً وتلقى فقط 22 هدفاً. بالإضافة إلى ذلك، ضد ليفانتي، فاز برشلونة بمباراتهم الـ50 على التوالي في الدوري على أرضهم. آخر مباراة لم يحققوا فيها الفوز المباشر كانت في 13 فبراير 2019؛ ومنذ ذلك الحين، سجل الفريق 271 هدفاً وتلقى فقط 21 هدفاً.
في نفس اليوم، تم منح لاعبة فيكي لوبيز التي تم ترقيتها حديثًا من Barcelona B الكرة الذهبية، الجائزة لأفضل لاعبة في البطولة، في كأس العالم للسيدات تحت 17 سنة لكرة القدم 2022 بعد أن هزم إسبانيا كولومبيا 0-1 في النهائي للفوز بلقبها الثاني. ألهمت إسبانيا للعودة ضد اليابان في ربع النهائي بعد تسجيل هدفين في ست دقائق في النهاية (87'، 90+3') للفوز بالمباراة 1-2. أصبحت اللاعبة الثانية من برشلونة التي تفوز بالجائزة بعد أن قامت كلاوديا بينا بنفس الشيء في كأس العالم للسيدات تحت 17 سنة لكرة القدم 2018.
بحلول نهاية الشهر، تم الإشادة باستمرار نجاح الفريق دون لاعبيهم المصابين، وخاصة بوتياس، وكذلك بدمج التعاقدات الصيفية، خاصة برونز، والش، وجيسي.

### نوفمبر
في 3 نوفمبر، فاز فريق برشلونة بمباراته التاسعة على التوالي في الموسم بعد أن تغلب على ليفانتي لاس بلاناس 0–4 بأهداف من باتريشيا غويغارو، أسيسات أوشوالا، إيرين باريديس وسلمى بارالويلو التي سجلت هدفها الأول للنادي.
في 6 نوفمبر، هزم فريق برشلونة ريال مدريد 0–4 وحقق فوزه التاسع في مباريات كلاسيكو السيدات من أصل تسع مباريات لعبت بين الفريقين. سجل الأهداف كل من آنا ماريا كرنوغوريفيتش، باتريشيا غويغارو، أيتانا بونماتي وفريدولينا رولفو. حقق برشلونة فوزاً في جميع مبارياته ضد ريال مدريد، حيث سجل 33 هدفاً وتلقى فقط 5 أهداف.
في 7 نوفمبر، أُقيمت الدورة الثانية من جوائز جالا Golmedia FutbolFest بواسطة الاتحاد الملكي الإسباني لكرة القدم في مقرهم، لا سيوداد ديل فوتبول في مدريد؛ فازت أليكسيا بوتياس بجائزة أفضل لاعبة في ليغا ايبيدولا عن أداءاتها في موسم 2021–22، وفازت ساندرا بانوس بجائزة أفضل حارسة مرمى في ليغا ايبيدولا لموسم 2021–22، وتلقى الفريق نفسه جائزة سوبركامبيوناس، كاعتراف خاص لموسمهم المثالي والمستمر المحلي.
في 17 نوفمبر، فازت القائدة أليكسيا بوتياس بجائزة جلوب سوكر لأفضل لاعبة في العام 2022 لأدائها طوال العام. كان هذا فوزها الثاني بالجائزة بعد أن فازت بها لأول مرة في العام السابق. ترشحت أيضًا كل من أيتانا بونماتي، كارولين غراهام هانسن، ولوسي برونز (الوحيدة الفائزة الأنثى إلى جانب بوتياس).
في 20 نوفمبر، حقق برشلونة فوزًا كبيرًا، حيث هزم ديبورتيفو ألافيس بنتيجة 8–0. سجلت كلاوديا بينا هدفين، وساهم كل من أسيسات أوشوالا، فريدولينا رولفو، ماريا بيلار ليون، سلمى بارالويلو، آنا ماريا كرنوغوريفيتش و غايسي فيريرا في هذا الانتصار. كانت أيضًا المباراة الرسمية رقم 200 لـ ليون مع النادي، وظهور فيلامالا الأول بعد أكثر من عام من التعافي من إصابة تعرضت لها في 25 أكتوبر 2021؛ سجلت ليون ووفرت فيلامالا التمريرة الحاسمة للهدف الأخير.
في 21 نوفمبر، أُقيمت النسخة العاشرة من Gala de les Estrelles del Futbol Català (حفل نجوم كرة القدم الكتالونية) من قبل اتحاد كتالونيا لكرة القدم في Antigua fábrica Damm، في برشلونة، لكرة القدم وكرة القدم الخماسية في كتالونيا. تُوجت أليكسيا بوتياس كأفضل لاعبة كتالونية للسيدات لهذا العام للمرة الرابعة المُسجلة في الرقم القياسي؛ حصلت على 51.2% من أصوات اللجنة وتفوقت على زميلتها في الفريق أيتانا بونماتي (46.3%) للحصول على الجائزة. كما تم منح بوتياس جائزة أفضل هدافة لهذا العام وذلك لتسجيلها 18 هدفًا في الدوري المحلي الموسم الماضي. مُنحت جائزة اللاعب الأكثر وَعدًا إلى كلاوديا بينا بنسبة 80.5% من الأصوات، متقدمة على زميلاتها Meritxell Font (12.2%) وJúlia Bartel (7.3%).
في 24 نوفمبر، هزم فريق برشلونة بايرن ميونخ 3–0 في مباراتهم الأولى هذا الموسم التي أقيمت في كامب نو، وكانت المباراة الثالثة لهم في دوري أبطال أوروبا للسيدات. حافظوا على سجلهم المثالي، حيث جاءت الأهداف من غيسي فيريرا، أيتانا بونماتي وكلاوديا بينا. هدف بينا، الذي سجل في الدقيقة 66 من خارج منطقة الجزاء، تم اختياره كهدف الأسبوع للجولة الثالثة من دور المجموعات لدوري الأبطال، وتم اختياره لاحقًا كهدف دور المجموعات.
برشلونة أيضًا قد حققت رقماً قياسيًا لأعلى حضور جماهيري في مباراة ضمن دور المجموعات لدوري أبطال أوروبا للسيدات، ورابع أعلى حضور في جميع مباريات دوري الأبطال للسيدات (وكانت أعلى اثنان أيضًا في كامب نو)، مع جمهور قياسي بلغ 46،967 مشجعاً، حتى مع إغلاق المدرجات الجنوبية للتجديد وكان هناك مباراة في كأس العالم 2022 تُلعب في نفس الوقت. لن تلعب برشلونة مباريات الدوري في كامب نو خلال فترة استراحة كأس العالم للرجال، وهو اختيار تلقى بعض الانتقادات، حيث أن المكان شعبي ويمكن للزيادة في حضور الجماهير أن تساعد على نمو لعبة السيدات في إسبانيا ورفع مكانة الفريق.
في 27 نوفمبر، تغلب برشلونة على أتلتيكو مدريد للسيدات 1–6، حيث سجلت سلمى بارالويلو هدفين كبديلة وسجلت أيضًا آنا ماريا كرنوغوريفيتش، ماريا بيلار ليون، لوسي برونز،  وإنجريد إنجين أهدافًا؛ وكان هدف برونز هو الأول لها مع الفريق.
مع اقتراب نهاية نوفمبر، ظهر أعضاء الفريق ونظراؤهم من فريق الرجال في مقاطع فيديو تروّج لحملة سبوتيفاي Wrapped 2022، وذلك كجزء من شراكة النادي مع سبوتيفاي.

### ديسمبر
في 3 ديسمبر، قام الفريق بتمديد سلسلة انتصاراتهم إلى أحد عشر فوزًا متتاليًا في الدوري بفوزهم على ريال سوسيداد 2–1 في مباراة صعبة. بعد أن كانوا متأخرين، سجلت مارتا توريخون في الدقيقة 62 لتعديل النتيجة، وسجلت لوسي برونز في الدقيقة 89 لإكمال العودة الدراماتيكية والحفاظ على سجلهم بنسبة 100% منذ بداية الموسم.
ومع ذلك، في 7 ديسمبر، تعرض الفريق لأول هزيمة له في الموسم وأول هزيمة تنافسية منذ 21 مايو 2022 (الخسارة 1–3 أمام أولمبيك ليون التي جعلتهم في المركز الثاني في نهائي دوري أبطال أوروبا للسيدات 2022). لعبوا ضد بايرن ميونخ في أليانز أرينا، وخسر برشلونة مرة أخرى 1–3، بهدفهم جاء من جيزيه فيريرا. هذه الهزيمة أنهت سلسلة من أربعة عشر مباراة بلا هزيمة وفوز في جميع المسابقات التي تمتع بها الفريق منذ بداية الموسم. على الرغم من الهزيمة وتساوِيهم مع بايرن ميونخ بالنقاط، بقي برشلونة في المركز الأول في المجموعة D، لأن لديهم فرق أهداف أفضل في المواجهات المباشرة ضد بايرن وفرق أهداف أفضل بشكل عام.
في 10 ديسمبر، عاد برشلونة بقوة بعد الانتكاسة بفوز 4–0 ضد ألحام، حيث سجلت كلاوديا بينا، سلمى بارالويلو، برونا فيلامالا وأسيسات أوشوالا الأهداف.
في نسخة 2022 من جوائز الاتحاد الدولي لتاريخ وإحصاءات كرة القدم، فازت أليكسيا بوتياس بجائزة أفضل لاعب في العالم للمرة الثانية بشكل قياسي. كما فازت بجائزة صانعة الألعاب للسنة للمرة الثانية، حيث حلت زميلتاها في الفريق كيرا والش وأيتانا بونماتي في المركزين الثالث والرابع على التوالي.
في 15 ديسمبر، تأهل فريق برشلونة إلى ربع نهائي دوري أبطال أوروبا بفوز 6–2 خارج ملعبه ضد بنفيكا. سجل الأهداف كل من إيرين باريديس، كلاوديا بينا، أيتانا بونماتي، آنا ماريا كرنوغوريفيتش، وماريونا كالدينتي، وسجلت لاعبة دفاع بنفيكا آنا سايكا هدفًا في مرماها. تم اختيار هدف بينا، الذي تم تسجيله في الدقيقة الثانية الإضافية قبل نهاية الشوط الأول (2'+45) من خارج منطقة الجزاء، كهدف الأسبوع للجولة الخامسة من مرحلة مجموعات دوري أبطال أوروبا. حارسة مرمى برشلونة ساندرا بانوس تصدت لركلتي جزاء خلال المباراة، كلتاهما قرب نهاية المباراة وكلتاهما بغطس صحيح في اتجاهين مختلفين.
حفل جوائز ماركا للرياضات النسائية أقيم في 19 ديسمبر 2022، في المصنع القديم استريلا دام (Antigua fábrica Damm)، في برشلونة، لتكريم أفضل لاعبي كرة القدم والرياضيين في الموسم السابق. حصلت أليكسيا بوتياس على جائزة أفضل لاعبة، وتشاركت أسيسات أوشوالا وغايسي فيريرا جائزة جائزة بيتشيشي بعد تسجيل كل منهما 20 هدفاً في الموسم الماضي، وفازت سلمى بارالويلو بجائزة أفضل هدف في العام، وحصل المدرب Jonatan Giráldez على جائزة أفضل مدرب.
قائمة GOAL50 لأفضل اللاعبات في السنة نُشرت في 20 ديسمبر، مع أليكسيا بوتياس في المركز الأول للسنة الثانية على التوالي. بشكل عام، عشرة لاعِبات من برشلونة وُضِعن على القائمة بالترتيب التالي: 1. أليكسيا بوتياس، 2. أيتانا بونماتي، 5. فريدولينا رولفو، 6. كارولين غراهام هانسن، 7. لوسي برونز، 9. أسيسات أوشوالا، 11. كيرا والش، 15. ماريا بيلار ليون، 18. إيرين باريديس، 27. ماريونا كالدينتي.
بعد أن تأهل بالفعل من دور المجموعات في دوري أبطال أوروبا، واجه برشلونة نادي روسينجورد، الذي كان قد تم إقصاؤه بالفعل، على أرضه في   كامب نو يوم 21 ديسمبر، لتحقيق مباراتهم الأخيرة في العام. وبواقعية تحتاج فقط للفوز لتتصدر المجموعة، نجحت برشلونة في التسجيل خلال الدقائق العشر الأولى وواصلت السيطرة، وفازت 0–6، بما في ذلك ثنائية من أسيسات أوشوالا وركلة حرة من حافة الصندوق من ماريا بيلار ليون، وجاء باقي الأهداف من فريدولينا رولفو، مارتا توريخون وإيرين باريديس. هدف رولفو الذي سجل في الدقيقة 47، تم اختياره كهدف الأسبوع للجولة 6 من مرحلة مجموعات دوري الأبطال. في هذه المباراة، كسرت برشلونة الرقم القياسي لأكبر عدد من الأهداف سجلها فريق سيدات في مرحلة مجموعات دوري الأبطال، حيث سجلن 29 هدفًا وتغلبن على الرقم القياسي للسنة الماضية البالغ 25 هدفًا الذي سجله بي إس جي. حضر المباراة 28،720 مشجعًا، مما جعلها المباراة الثانية الأكثر حضورًا في الموسم، وجلب العدد الإجمالي للحضور في جميع المباريات التي أقيمت في كامب نو طوال العام إلى 258،888 متفرجًا. كان الفوز أيضًا هو الفوز الـ50 لبرشلونة بشكل عام في دوري الأبطال.
قائمة أفضل 100 لاعبة كرة قدم في العالم صدرت بالكامل في 24 ديسمبر، حيث تضمنت القائمة اثني عشر لاعبة من برشلونة، بما في ذلك خمس في المراكز العشرة الأولى: 1. أليكسيا بوتياس، 4. أيتانا بونماتي، 8. كارولين غراهام هانسن، 9. كيرا والش، 10. لوسي برونز؛ 17. ماريا بيلار ليون، 19. فريدولينا رولفو، 30. إيرين باريديس، 31. باتريشيا غويغارو، 38. أسيسات أوشوالا، 58. ماريونا كالدينتي، 72. غايسي فيريرا.
في 30 ديسمبر، تم اختيار أليكسيا بوتياس كأفضل رياضية في عام 2022 من قبل رابطة الصحافة الرياضية الدولية (AIPS)، حيث حصلت على 452 صوتًا (11.96٪) من لجنة من 420 صحفيًا من 113 دولة شاركوا في التصويت. في نفس اليوم، تم اختيار هدف كلاوديا بينا في دوري أبطال أوروبا للسيدات الذي سجلته ضد بايرن ميونخ في اليوم الثالث كهدف مرحلة المجموعات من قبل المشجعين. أيضًا في 30 ديسمبر، أصدرت الكومنولث لجنة التكريمات قائمة تكريمات العام الجديد 2023، حيث تم تعيين لوسي برونز (Lucia Roberta Tough Bronze) كعضو في عضوية الإمبراطورية البريطانية الأكثر تميزًا للخدمات المقدمة لكرة القدم.

### يناير
في 7 يناير 2023، حصلت برشلونة على أول فوز لها في العام الجديد، وفوزها الثالث عشر على التوالي في الدوري، بفوزها على إشبيلية على أرضها بنتيجة 0–4. الأهداف سجلتها أسيسات أوشوالا، كلاوديا بينا وسلمى بارالويلو، التي أحرزت ثنائية بعد دخولها كبديلة.
مع الجدول المكتظ للفريق في شهر يناير، كانت هناك تغييرات عشرة في تشكيلة البداية للمباراة التالية، وهي مباراة في كأس الملكة ضد فريق الدرجة الثانية أوساسونا في 10 يناير، وتم الاحتفاظ فقط بـكيرا والش واستدعاء العديد من لاعبي الفريق ب. فازت برشلونة 9-0 خارج الديار، حيث سجلت برونا فيلامالا أول هاتريك في الموسم، وسجلت كل من أيتانا بونماتي وسلمى بارالويلو هدفين، وأيضًا سجلت جيزي فيريرا وماريونا كالدينتي في المباراة. خلال المباراة، ذكر مدرب على وسائل التواصل الاجتماعي أن جيزي كان قد تم طردها في كأس الملكة في نهاية الموسم السابق، أثناء اللعب مع مدريد سي إف إف، ولم يكن لديها فرصة سابقة لخدمة الإيقاف عن المباراة؛ أعلنت أوساسونا في وقت لاحق من اليوم أنها ستستأنف نتيجة المباراة.
في 12 يناير، أُعلنت القوائم المختصرة لجوائز الفيفا للأفضل كرويا: تم ترشيح أيتانا بونماتي،  أليكسيا بوتياس، وKeira Walsh لجائزة الفيفا لأفضل لاعبة (التي فازت بها بوتياس في العام السابق)؛ تم ترشيح ساندرا بانوس لجائزة الفيفا لأفضل حارس؛ وتم ترشيح سلمى بارالويلو لجائزة بوشكاش، رغم أن ذلك كان عن هدف سجلته ضد برشلونة أثناء اللعب لصالح فياريال. واعتُبِرَ Jonatan Giráldez أحد الغائبين الملحوظين من قائمة المدربين المختصرة.
في 14 يناير، حققت برشلونة فوزًا مريحًا بنتيجة 0–3 خارج ملعبها ضد سبورتينغ دي هويلفا، مما جعلها تحقق الفوز الرابع عشر على التوالي في الدوري في نفس عدد المباريات. سجلت أسيسات أوشوالا هدفين وسجلت ماريونا كالدينتي هدفًا واحدًا.

### منتصف يناير
شهد منتصف شهر يناير تمديد عقود لاعبي النادي النرويجيين: قامت المهاجمة كارولين غراهام هانسن بالتوقيع حتى 30 يونيو 2026 في 16 يناير، بينما قامت لاعبة الوسط إنجريد إنجين بالتوقيع حتى 30 يونيو 2025 في اليوم التالي.
في 19 يناير، نشرت ديلويت قائمتها قائمة ديلويت لأغنى أندية كرة القدم في العالم، بما في ذلك الفرق النسائية لأول مرة. احتلت برشلونة النسائية المركز الأول في كرة القدم النسائية، حيث حققت €7.7 مليون في الموسم السابق، وذلك بشكل كبير من التسويق والإعلانات. وأشارت ديلويت أيضًا إلى الأهمية المتزايدة لرسوم الانتقالات في إيرادات الفرق النسائية.
بدأت برشلونة حملة الدفاع عن لقب السوبركوبا أمام ريال مدريد في 19 يناير 2023، في ثاني كلاسيكو السيدات لهذا الموسم، والذي فازوا فيه 3–1 بعد أوقات إضافية، بفضل أهداف من كلاوديا بينا وماريونا كالدينتي وسلمى بارالويلو. في النهائي في 22 يناير 2023، واجهوا ريال سوسيداد. فازت برشلونة 3–0، مع هدفين من أيتانا بونماتي وهدف إضافي من أسيسات أوشوالا. مع هذا الفوز، أصبحت برشلونة النادي الوحيد الذي يفوز بالسوبركوبا ثلاث مرات؛ وشهدت المباراة أيضًا تسجيلهم الهدف المائة لهذا الموسم عبر جميع المنافسات.
خلال حفل توزيع الجوائز بعد المباراة، لاحظ المتفرجون أن كلا الفريقين جُعلا يجمعان ميدالياتهم من طاولات على الملعب؛ لم يقدم أحد من الاتحاد الإسباني لكرة القدم لنادي برشلونة كأس البطولة الخاص بهم؛ واستغرق الأمر بعض الوقت قبل أن يقدم مسؤول جائزة أفضل لاعب لأيتانا. وسرعان ما انتشر فيديو جمع اللاعبين لميدالياتهم بأنفسهم في إسبانيا بسرعة، وأفادت بعض وسائل الإعلام أن مسؤولي الاتحاد الإسباني لكرة القدم لم يرغبوا في استقبال الفريقين لأن لديهما عدة لاعبات في "الـ 15" اللواتي في نزاع مع الاتحاد الإسباني لكرة القدم حول ظروف منتخب السيدات الوطني الإسباني. ورد الاتحاد الإسباني لكرة القدم بأن هذا كان بروتوكولًا لجعل اللاعبين يجمعون ميدالياتهم بأنفسهم في كل من كأس السوبر الرجال والسيدات؛ أشار الصحفيون ووسائل التواصل الاجتماعي إلى أنه عندما أقيم نهائي الرجال في وقت سابق من الشهر في الرياض، قام رئيس الاتحاد الإسباني لكرة القدم لويس روبياليس بتوزيع ميداليات لكل لاعب على منصة. وقال الاتحاد الإسباني لكرة القدم إن الملعب الذي اختير لنهائي السيدات كان "قديمًا وصغيرًا جدًا" بشكل يصعب على المسؤولين الذهاب إلى الملعب، أو لكل اللاعبين للانسجام في الصندوق. لم يتم شرح بروتوكول الميداليات للفريقين قبل المباراة، حيث لاحظ الاتحاد الإسباني لكرة القدم أنهم لم يسألوا. بينما قال مدرب برشلونة جوناتان جيرالديس إنه لم يلاحظ أن لاعبيه كانوا محبطين؛ إنه لم يجد أي شيء غير عادي في عدم وجود حفل لأنه لطالما تعرض فريق السيدات لمثل هذا المعاملة؛ وقبل تفسير البروتوكول، إلا أنه لا يزال يشعر بأن الاتحاد الإسباني لكرة القدم كان يجب أن يجد طريقة لإعطائهم حفل جوائز لائق. وانتقدت جمعية لاعبي كرة القدم الإسبان (AFE) الاتحاد الإسباني لكرة القدم، قائلة إن الفرق قد تم التقليل من قيمتهم خلال احتفالهم وكانوا ضحايا التمييز، متهمة الاتحاد الإسباني لكرة القدم بعدم الترويج لكرة القدم النسائية، وهو قضية مثيرة في إسبانيا في ذلك الوقت.
بعد تلقي شكوى مباراة كأس الملكة من أوساسونا، أصدر الاتحاد الملكي الإسباني لكرة القدم (RFEF) حكمه الأول في 24 يناير. على الرغم من فوز برشلونة الساحق، وبالرغم من الاعتراف بعدم إدراج تعليق جيسي على موقعهم، قام الاتحاد الملكي الإسباني لكرة القدم (RFEF) بإلغاء نتيجة برشلونة في المباراة (باعتبارها مباراة إقصائية، فإن الخسارة الفنية ستؤدي إلى طردهم من البطولة) وفرض غرامة قدرها 1،001 يورو (تطبيقًا للمادة 79، الأقسام 1 و2. ب)، من قانون الانضباط للاتحاد الملكي الإسباني لكرة القدم (RFEF)). أصدر الاتحاد الملكي الإسباني لكرة القدم (RFEF) نفس الحكم لإشبيلية، الذي أيضًا أشرك لاعبًا معلقًا في مباراة كأس الملكة في نفس اليوم، والذي أيضًا لم يُدرج من قبل الاتحاد الملكي الإسباني لكرة القدم (RFEF). بالرغم من أن نظامًا آخر أظهر التعليقات في نتائج المباريات من الموسم السابق، يمكن الأندية المشاركة فقط مشاهدة النتائج، وقد غيرت جيسي النادي. أعطيت الفرق 10 أيام للاستئناف على الحكم؛ قالت برشلونة إنها ستفعل، "وإذا لم يتم إلغاء العقوبة عند الاستئناف، سيتخذ نادي برشلونة كل إجراء ممكن، حيث يعتبر أن التشكيلة اعتبرت غير مؤهلة بسبب التقنيات في هذه الحالة."
في 25 يناير، فاز برشلونة بمباراتهم الخمسين على التوالي في الدوري بفوزهم على ليفانتي لاس بلاناس 0-7; سجلت أسيسات أوشوالا ثلاثية الأهداف الثانية في الموسم، مع إحراز آنا ماريا كرنوغوريفيتش هدفين، وسجلت كل من ماريونا كالدينتي وفيكي لوبيز هدفًا واحدًا لكل منهما. في القيام بذلك، أصبحت Vicky أصغر هدافة في فريق برشلونة الأول على الإطلاق بعمر 16 عامًا و5 أشهر و27 يومًا (16 سنة و183 يومًا). وذكرت الاتحاد الدولي لكرة القدم في بداية 2023 أن الفريق يمكن أن يكون أول فريق كرة قدم (رجال أو نساء) في التاريخ يحقق 50 انتصارًا متتاليًا في الدوري، بعد أن تجاوزوا رقم Lyon البالغ 46 فوزًا في نهاية 2022; على الرغم من أن برشلونة بلغ الرقم القياسي المعتمد من الفيفا، وصلت Arsenal women إلى رقم قياسي بالفوز بـ51 مباراة متتالية في الدوري في العصر قبل الاحتراف. حققت أرسنال أيضًا سلسلة عدم هزيمة بلغت 108 مباريات، (رقم الفيفا القياسي لهذا يُحمل من قبل فريق الرجال Steaua București، بـ104). لعبت أوشوالا، التي سجلت الثلاثية، سابقاً لصالح أرسنال.
في 26 يناير، جددت المهاجمة السويدية للفريق Faridolina Rolfo عقدها حتى 30 يونيو 2026. في نفس اليوم، أصدر International Federation of Football History & Statistics ترتيبه لأفضل نادٍ نسائي في العالم لعام 2022، مع تحديث معاييره لاستخدام بيانات الأداء من البطولات المحلية والدولية كما تم استخدامها في ترتيب أندية الرجال، بدلاً من التصويت. تم تصنيف برشلونة فيمينى في المرتبة الأولى كأفضل نادٍ نسائي في العالم، برصيد 738 نقطة، أي بفارق يقارب 200 نقطة عن المركز الثاني. في اليوم التالي، جددت المدافعة إيرين باريديس عقدها حتى 30 يونيو 2025.
في 29 يناير، فاز برشلونة على غرانديا تينيريفي 0-6 خارج الأرض. كلاوديا بينا، أيتانا بونماتي ولوسي برونز ساهموا جميعًا في الفوز بهدف لكل منهم، بينما حصلت أسيسات أوشوالا على الهاتريك الثاني لها في الموسم بعد أربعة أيام فقط من هاتريكها الأول، محققةً هاتريك في مباراتين متتاليتين. سجلت الأهداف الخمسة الأولى في الشوط الأول، وسجلت برونز هدفها في الدقيقة 90+2' قبيل نهاية المباراة. كانت هذه المباراة رقم 100 لبرشلونة للاعبة آنا ماريا كرنوغوريفيتش.
في 31 يناير، في نهاية فترة الانتقالات الشتوية، وقعت برشلونة مع لاعب خط الوسط الإيطالي جوليا دراغوني، للانضمام إلى الفريق B. أصبحت أول لاعبة غير إسبانية تنضم إلى لا ماسيا.

### فبراير
في 1 فبراير، حقق برشلونة فوزه الثاني والخمسين على التوالي في الدوري بفوزه على فالنسيا 4-0 خارج أرضه، متجاوزًا سلسلة أرسنال البالغة 51 مباراة، ليحمل الرقم القياسي المطلق لأطول سلسلة انتصارات في الدوري في تاريخ كرة القدم.
في 2 فبراير، مُنح نادي FC Barcelona جائزة Enderrock للموسيقى الكتالونية نيابة عن فرق كرة القدم الأولى فيه. من خلال الشراكة مع سبوتيفاي، ساعد النادي على نشر الموسيقى الكتالونية، بما في ذلك الترويج للفنانين المحليين وتشغيل موسيقاهم في المباريات.
في 5 فبراير، هزم برشلونة ريال بيتيس 7–0. سجلت كل من جيسي فيريرا، كلاوديا بينا، ماريونا كالدينتي وكيرا والش، في هدفها الأول للنادي، مع ثلاثية أخرى لـ أسيسات أوشوالا، ثلاثيتها الثالثة في 11 يومًا. فريدولينا رولفو قامت بثلاث تمريرات حاسمة، مقدمة لبينا وأوشوالا في الهدفين الأول والثاني.
أُقيمت قرعة مراحل الإقصاء في دوري أبطال أوروبا في 10 فبراير في مقر الاتحاد الأوروبي لكرة القدم نيهون (مدينة). تم الإعلان عن الجدول الكامل حتى النهائي. بما أن برشلونة أنهى صدارة مجموعته، كانوا واحدًا من أربعة فرق مصنفة. تم سحب برشلونة ضد الوافدين الجدد روما في ربع النهائي؛ وتم الإعلان قريبًا أن مباراة الذهاب، التي ستكون على أرض روما، ستُقام في ملعب أولمبيكو في 21 مارس، بينما ستكون مباراة الإياب في كامب نو في 29 مارس. الفريق الفائز في مجموع المباراتين سيتأهل إلى نصف النهائي حيث سيواجه الفائز من المباراة بين تشيلسي وليون.
في 11 فبراير، هزم فريق برشلونة ديبورتيفو ألافيس 4–0 خارج ملعبه، في مباراتهم الأخيرة في فبراير قبل الاستراحة الدولية. الأهداف سجلتها أسيسات أوشوالا، أيتانا بونماتي وكلاوديا بينا، وهدف في مرماهم سجله مدافع ديبورتيفو ألافيس، أوسيناتشي أوهالي.
تم الإعلان عن تشطيلات الفرق النسائية فيفبرو في 13 فبراير، مع إدراج ثمانية لاعبين من برشلونة في قائمة الـ 23 لاعبًا: كانت ساندرا پانياس واحدة من ثلاثة حراس مرمى؛ وكانت لوسي برونز، مابي ليون و إيرين پاريديس من بين المدافعين السبعة؛ وشكلت أيتانا بونماتي، كارولين گراهام هانسن، أليكسيا پوتياس، و كيرا والش أكثر من نصف لاعبي خط الوسط. من فريق World Squad، من المقرر الإعلان عن التشكيلة العالمية في نهاية الشهر، جنبًا إلى جنب مع جائزة أفضل لاعبة في العالم من الاتحاد الدولي لكرة القدم (FIFA).
في 20 فبراير، حصلت أيتانا بونماتي على جائزة أفضل لاعبة للعام الثاني على التوالي، والتي تمنحها جمعية لاعبي نادي برشلونة تقديرًا للعبها النظيف خلال الموسم السابق. في نفس اليوم تم الإعلان عن الترشيحات لجوائز جائزة لوريوس العالمية: تم ترشيح Alexia Putellas لجائزة رياضية العام [الإنجليزية] للسنة الثانية على التوالي. في 21 فبراير، مددت حارسة المرمى كاتا كول عقدها حتى 30 يونيو 2026، بامتداد عقد المهاجمة كلاوديا بينا إلى نفس التاريخ في 22 فبراير.
وأيضاً في 22 فبراير، فازت المدافعة برونز ولاعبة الوسط واش بكأس Arnold Clark لعام 2023، محافظتين عليه لإنجلترا.
في 27 فبراير، أُقيم حفل جوائز الفيفا للأفضل كرويا 2022 في باريس. من بين ثمانية لاعبين من برشلونة تم اختيارهم ضمن القائمة المختصرة لفيفبرو، تم اختيار أربعة منهم في جوائز الفيفا للأفضل كرويا 2022: لوسي برونز (في ظهورها الخامس)، ماريا بيلار ليون، كيرا والش وأليكسيا بوتياس. مع وجود أربعة لاعبين، كانت برشلونة الفريق الأكثر تمثيلاً في القائمة (إلى جانب منتخب إنجلترا الوطني للسيدات). وفازت بوتياس أيضًا بجائزة 2022 لجائزة الفيفا لأفضل لاعبة، محققةً اللقب للسنة الثانية على التوالي. ومددت برشلونة تقدمها كالنادي الذي يملك أكبر عدد من جوائز The Best Women's Player، بثلاثة، بعد فوز بوتياس في العام السابق وفوز ليكه مارتينس في 2017. ولم يفز أي نادٍ آخر بالجائزة أكثر من مرة واحدة.

### مارس
في 5 مارس، بعد فترة الاستراحة الدولية، هزم برشلونة فريق فياريال بنتيجة 0–5 لتحقيق فوزهم الخمسين على التوالي في الدوري تحت قيادة جوناثان جيرالديز (من أصل 50). سجلت أسيسات أوشوالا وسلمى بارالويلو هدفاً لكل منهما. دخلت لاعبة خط الهجوم النرويجية كارولين غراهام هانسن في الدقيقة 65 بعد غياب أربعة أشهر بسبب الإصابة، وسجلت هاتريك. كما ظهرت جانا فرنانديز لأول مرة بعد أكثر من عام من التعافي بعد الإصابة التي تعرضت لها في 14 فبراير 2022. سجلت أيتانا بونماتي ثلاث تمريرات حاسمة، حيث قدمت أهداف بارالويلو وغراهام هانسن الأول والثاني. قبل المباراة، تم تقديم الجوائز للفائزين الأربعة بجائزة "الأفضل" على ملعب المباراة، حيث شاركوها مع الجماهير. في وقت لاحق من اليوم، تلقوا نفس التشجيع في كامب نو قبل مباراة الرجال ضد فالنسيا.
في 10 مارس، رفضت الهيئة الإسبانية للتحكيم الرياضي استئناف برشلونة للعودة إلى كأس الملكة. وبدون مراجعة القضية، أبقت على العقوبة التي أكدتها أيضًا لجنة الاستئناف. على الرغم من أنها كانت آخر وسيلة للاستئناف الرياضي، لا يزال بإمكان برشلونة الطعن في القرار أمام محكمة قانونية، وهو ما اقترحته محطة البث الكتالونية العامة CCMA أنهم قد يختارون القيام به لتحديد سابقة.
في 11 مارس، فاز برشلونة على ليفانتي 4–0 خارج أرضه، حيث سجلت أيتانا بونماتي هدفين، بينما سجلت كلاوديا بينا وفريدولينا رولفو هدفاً لكل منهما.
في 17 مارس، واصل الفريق سلسلة انتصاراته بفوز كبير بنتيجة 5-1 ضد ڤالنسيا. سجلت كل من فريدولينا رولفو وسلمى بارالويلو هدفين لكل منهما ومارتا توريخون سجلت هدفًا، مع تحقيق أيتانا بونماتي ثلاث تمريرات حاسمة أخرى. ظهرت كاتا كول لأول مرة بعد أكثر من عام من التعافي بعد الإصابة، حيث دخلت في نهاية المباراة. كان الفريق قريبًا من تحطيم رقمه القياسي في الدوري في عدد الدقائق التي لعبت دون استقبال هدف، والذي تحقق خلال موسم 2020-2021 وبلغ 962 دقيقة، لكن استقبال هدف مبكر منع ذلك بخمس دقائق.
في 21 مارس، حقق فريق برشلونة فوزًا ضيقًا 1–0 خارج أرضه ضد روما في مباراة الذهاب من ربع نهائي دوري أبطال أوروبا بفضل هدف من سلمى بارالويلو، أمام رقم قياسي في حضور نادي كرة القدم النسائي الإيطالي بلغ 39،454 متفرجًا في ملعب أولمبيكو.
في 25 مارس، هزم الفريق ريال مدريد 1–0 في ثالث الكلاسيكو لهذا الموسم، ليصل فريقهم إلى 11 انتصار متتالي ضد ريال مدريد في نفس عدد المباريات عبر جميع المسابقات. سجلت فريدولينا رولفو ركلة جزاء في الدقيقة 77 لتمنح الفريق الفوز أمام رقم قياسي جديد في حضور الجمهور في استاد يوهان كرويف، حيث حضر 5،569 متفرج لمشاهدة المباراة.
أنهى برشلونة الشهر بفوز 5–1 على روما في إياب ربع نهائي دوري أبطال أوروبا في 29 مارس، وتقدم إلى نصف نهائي دوري الأبطال للموسم الخامس على التوالي. حضر المباراة 54،667 متفرجًا، وهي ثالث أعلى نسبة حضور في تاريخ المنافسة. كانت نسب الحضور الأولى والثانية والثالثة السابقة أيضًا لمباريات برشلونة. هدف ماريا بيلار ليون الذي سُجل في الدقيقة 33 من خارج المنطقة، تم اختياره كهدف الأسبوع لإياب ربع نهائي دوري أبطال أوروبا.

### أبريل
في اليوم الثاني من الشهر الجديد، فاز برشلونة على ألحامة 2–0 خارج ملعبه. كارولين غراهام هانسن سجلت الهدف ال100 للفريق في الدوري، والهدف الثاني كان هدفًا عكسيًا سجله لاعب وسط ألحامة لوسيا مارتينيز. حقق برشلونة أكثر من 100 هدف في الدوري للمرة الرابعة في تاريخه والموسم الثالث على التوالي.
أثناء التوقف الدولي، في 6 أبريل، كيرا والش ولوسي برونز من إنجلترا، وجيسي من البرازيل، تنافسوا في فيناليسيما السيدات 2023. فازت إنجلترا بعد ضربات الجزاء، وتم تسمية والش كأفضل لاعبة في المباراة، بينما قامت برونز بتمرير الهدف لإنجلترا، وكادت جيسي أن تسجل من مسافة بعيدة.
بعد الاستراحة الدولية، حقق برشلونة للسيدات فوزهم الستين على التوالي في الدوري بتغلبهم على أتلتيكو مدريد للسيدات بنتيجة 4–0. ساهمت ثنائية من أيتانا بونماتي، وأهداف من فيكي لوبيز وكارولين غراهام هانسن، أيضًا في تسجيل الفريق لفارق أهداف تجاوز +100 في الدوري، حيث سجلوا 105 أهداف وتلقوا فقط 5 أهداف.
في 22 أبريل، هزم فريق تشيلسي 1-0 على أرضه في مباراة الذهاب من نصف نهائي دوري أبطال أوروبا للسيدات، حيث سجلت الهدف في الدقيقة الرابعة كارولين غراهام هانسن أمام 27،697 متفرجًا في ستامفورد بريدج: وهو عدد قياسي في ذلك الوقت لحضور دوري أبطال أوروبا للسيدات في المملكة المتحدة. وتم اختيار غراهام هانسن أيضًا كلاعبة المباراة، وتم اختيار الهدف كأفضل هدف في الأسبوع للمباريات الذهاب في نصف النهائي. بعد خمسة أيام، جرت مباراة الإياب من نصف النهائي في 27 أبريل في كامب نو أمام جمهور من 72،262 متفرج، وهو ثالث أكبر عدد في تاريخ المنافسة. وانتهت المباراة بالتعادل 1-1، وهو التعادل الأول لهم هذا الموسم في جميع المنافسات، وتأهلوا إلى نهائي دوري أبطال أوروبا للسيدات 2023 بفوزهم بالنقاط 2-1 في مجموع المباراتين لتكون هذه هي المشاركة الثالثة على التوالي لهم في نهائي دوري الأبطال، والرابعة في أخر خمسة مواسم. وسجلت كارولين غراهام هانسن مرة أخرى الهدف الوحيد للفريق، وتم اختيار الهدف كأفضل هدف في الأسبوع للمباريات الإياب في نصف النهائي، واختيرت أيتانا بونماتي كلاعبة المباراة.
في 30 أبريل، أصبح برشلونة غير قابل للهزيمة رياضياً في الدوري، وفاز بالبطولة بعد ساعات من فوز الفريق البديل بنفس الطريقة في دوريهم بالنقاط؛ وكان الفريق الثالث قد فاز بدوريهم أيضاً بالنقاط في الأيام التي سبقت واحتفلوا بانتصارهم قبل مباراة الفريق الأول في هذا اليوم. كان لقب الدوري للفريق الأول هو الرابع على التوالي والسجل الثامن للفوز؛ لتحقيقه، تغلبوا على سبورتينغ دي ويلفا 0-3 أمام 5،289 مشجعاً في إستادي يوهان كرويف. سجلت كل من لايا كودينا وجانا فرنانديز أهدافهن الأولى في الموسم، وجاء الهدف النهائي من أسيسات أوشوالا. فاز الفريق بالدوري بسجل مثالي للموسم الثاني، وحققوا الانتصار ال61 على التوالي في الدوري. وشهدت المباراة أيضاً عودة أليكسيا بوتياس إلى الملعب بعد إصابتها في الرباط الصليبي في يوليوز 2022. احتفل الفريق بفوزه، الأول في الدوري احترافي بالكامل، في مطعم بجانب الشاطئ في غافا (برشلونة)، حيث شكر رئيس برشلونة خوان لابورتا الفريق على أدائهم ونجاحهم طوال الموسم، ووعد بمواصلة الاستثمار في كرة القدم النسائية.

### مايو
بدأ الفريق شهر مايو بمواصلة سلسلة انتصاراته، بفوزه على ريال سوسيداد 5–2 خارج ملعبه للمرة الـ27 على التوالي في موسم الدوري 2022–23، والـ62 في المجمل. سجلت كارولاين غراهام هانسن هدفين، كما أحرزت باتريسيا غويجارّو، أسيسات أوشوالا وآيتانا بونماتي هدفاً لكل منهن.
في المقارنة، كان أداء الفريق أقل في بقية الشهر، حيث أنهى موسم الدوري بفوز واحد آخر فقط من ثلاث مباريات. في 10 مايو، تم إجبار برشلونة على التعادل 1-1 خارج الديار ضد إشبيلية، حيث سجلت آنا ماريا كرنوجوركيفيتش هدفهم الوحيد، ليختموا سلسلة انتصاراتهم عند 62. كان أيضًا أول تعادل للفريق في الدوري منذ ما يقرب من ثلاث سنوات ونصف. بعد أن أنهوا سلسلة الانتصارات المتتالية القياسية في دوري الدرجة الأولى، تمكن الفريق من مواصلة سيطرتهم على اللاهزيمة من خلال هذه المباراة والمباراة التالية، بفوز 3-0 على أتلتيك كلوب في آخر مباراة منزلية لبرشلونة في الموسم في 13 مايو. سجل الأهداف كارولين جراهام هانسن، إيرين بارييديس وسالما بارالويلو.
شاركت الفريق في احتفال مشترك بفوز الدوري، مع الفريق الأول للرجال، في 15 مايو؛ حيث امتلأت شوارع برشلونة بالآلاف من المشجعين الذين ركبوا الحافلات ذات الأسطح المفتوحة في عرض انتصار من كامب نو إلى قوس النصر (برشلونة) استمر لمدة ثلاث ساعات.
في آخر مباراة في الدوري للموسم في 21 مايو، انتهت سلسلة برشلونة الخالية من الهزائم التي استمرت 64 مباراة، بخسارة الفريق 1–2 أمام مدريد سي إف إف، وهو فريق فازوا عليه 7–0 في بداية الموسم. كانت بداية سلسلة رقمهم القياسي قبل 719 يومًا – أي أقل من عامين بقليل – عندما خسروا أمام Atlético Madrid في 1 يونيو 2021. بعد التأخر بفارق 2–0، سجلت أليكسيا بوتياس هدف الترضية للفريق بعدد دقيقة واحدة من دخولها بديلاً في الشوط الثاني؛ وكان هذا هدفها الأول منذ عودتها من الإصابة وأول هدف لبرشلونة لها في ما يقرب من عام، منذ 29 مايو 2022.

### يونيو 2023
في 3 يونيو، حقق برشلونة انتصارًا بالعودة في مواجهة VfL فولفسبورغ في نهائي دوري الأبطال على ملعب فيليبس في هولندا، حيث فازوا 3–2 أمام 33،147 مشجعًا — وهو رقم قياسي لمباراة نسائية في هولندا. كان هذا ثاني لقب لدوري الأبطال لبرشلونة، مما أدى إلى إنهاء الموسم بتحقيق الثلاثية القارية. بدأت المباراة بطريقة سيئة لBlaugrana، حيث جاء الهدف في الدقيقة الثالثة; في بقية الشوط الأول، بدأ برشلونة في السيطرة على المباراة، وخلق الفرص لكنه لم يكملها. كان فولفسبورغ أكثر فعالية، وسجل هدفًا آخر قبيل نهاية الشوط الأول. استمرت سيطرة برشلونة في الشوط الثاني، مع المزيد من الثبات أمام المرمى: سجلت باتري غويغارو هدفين في دقيقتين (48'، 50') ليتساوى النتيجة خلال خمس دقائق من العودة إلى الملعب. حافظ برشلونة على السيطرة لبقية المباراة، حيث سجلت فريدولينا رولفو الهدف الثالث الحاسم للفريق في الدقيقة الـ70. تم تسمية باتري غويغارو لاعب المباراة.
في اليوم التالي، تلقوا استقبالًا رسميًا في مجلس كتالونيا العام، وهي المرة الأولى التي تتلقى النساء فيها هذا الشرف.

## اللاعبون

### التشكيلة الحالية
آخر تحديث 17 سبتمبر 2022.
ملاحظة: تشير الأعلام إلى المنتخب الوطني على النحو المحدد في قواعد الأهلية للفيفا. قد يحمل اللاعبون أكثر من جنسية واحدة غير تابعة للفيفا.
| الرقم | البلد   | المركز | اللاعب                           |
| ----- | ------- | ------ | -------------------------------- |
| 1     | إسبانيا |        | ساندرا بانوس (القائد الثالث)     |
| 2     | إسبانيا | مدافع  | إيرين باريديس (القائد الخامس)    |
| 3     | إسبانيا | مدافع  | لايا كودينا                      |
| 4     | إسبانيا | مدافع  | ماريا بيلار ليون                 |
| 5     | إسبانيا | مدافع  | جانا فرنانديز                    |
| 6     | إسبانيا | مهاجم  | كلاوديا بينا                     |
| 7     | سويسرا  | مدافع  | آنا ماريا كرنوغوريفيتش           |
| 8     | إسبانيا | مدافع  | مارتا توريخون (نائب القائد)      |
| 9     | إسبانيا | مهاجم  | ماريونا كالدينتي                 |
| 10    | النرويج | مهاجم  | كارولين غراهام هانسن             |
| 11    | إسبانيا | وسط    | أليكسيا بوتياس (القائد)          |
| 12    | إسبانيا | وسط    | باتريشيا غويغارو (القائد الرابع) |
| 13    | إسبانيا |        | كاتا كول                         |

| الرقم | البلد    | المركز | اللاعب          |
| ----- | -------- | ------ | --------------- |
| 14    | إسبانيا  | وسط    | أيتانا بونماتي  |
| 15    | إنجلترا  | مدافع  | لوسي برونز      |
| 16    | السويد   | مهاجم  | فريدولينا رولفو |
| 17    | إسبانيا  | مهاجم  | سلمى بارالويلو  |
| 18    | البرازيل | مهاجم  | جيزي فيريرا     |
| 19    | إسبانيا  | مهاجم  | برونا فيلامالا  |
| 20    | نيجيريا  | مهاجم  | أسيسات أوشوالا  |
| 21    | إنجلترا  | وسط    | كيرا والش       |
| 22    | إسبانيا  | مدافع  | نوريا رابانو    |
| 23    | النرويج  | وسط    | إنجريد إنجين    |
| 24    | إسبانيا  |        | جيما فونت       |
| 25    | إسبانيا  | مدافع  | إيما راميريز    |

### نادي برشلونة للسيدات ب (أتلتيك برشلونة)
اللاعبات من نادي برشلونة للسيدات ب ونادي برشلونة للسيدات ب ج اللواتي يحملن أرقاماً في الفريق ومؤهلات للعب في الفريق الأول.
آخر تحديث 27 مارس 2023.
ملاحظة: تشير الأعلام إلى المنتخب الوطني على النحو المحدد في قواعد الأهلية للفيفا. قد يحمل اللاعبون أكثر من جنسية واحدة غير تابعة للفيفا.
| الرقم | البلد   | المركز | اللاعب           |
| ----- | ------- | ------ | ---------------- |
| 27    | إسبانيا | وسط    | ماريا بيريز      |
| 28    | إسبانيا | وسط    | ألبا كايو        |
| 29    | إسبانيا | وسط    | نينا بو          |
| 30    | إسبانيا | وسط    | فيكي لوبيز       |
| 31    | إسبانيا | مهاجم  | لايا مارتريت     |
| 32    | إسبانيا | مهاجم  | أريانا أرياس     |
| 34    | إسبانيا | مدافع  | مارتينا فرنانديز |
| 35    | إسبانيا | مدافع  | جوديت بويولز     |

| الرقم | البلد   | المركز | اللاعب             |
| ----- | ------- | ------ | ------------------ |
| 36    | إسبانيا |        | ميريتشيل مونيوث    |
| 37    | إسبانيا |        | ميريتشيل فونت      |
| 38    | إسبانيا | مدافع  | أريادنا مينغييثا   |
| 39    | إسبانيا | وسط    | خوليا بارتل        |
| 40    | إسبانيا | مهاجم  | لوسيا كورالس       |
| 41    | إسبانيا | مدافع  | نواه بيسيس أورينيا |
| 42    | إسبانيا | مهاجم  | ماغالي كابديبيلا   |
| 45    | إيطاليا | وسط    | جيوليا دراغوني     |

### تجديد العقود
| ر.     | م.        | ج.      | الاسم                  | Date             | Until         | المصدر  |
| ------ | --------- | ------- | ---------------------- | ---------------- | ------------- | ------- |
| 3      | دفاع      | إسبانيا | لايا كودينا            | 4 يونيو 2022     | 30 يونيو 2024 | [ 298 ] |
| 24     | حارس مرمى | إسبانيا | جيما فونت              | 6 يونيو 2022     | 30 يونيو 2024 | [ 14 ]  |
| 7      | دفاع      | سويسرا  | آنا ماريا كرنوغوريفيتش | 7 يونيو 2022     | 30 يونيو 2024 | [ 15 ]  |
| 25     | دفاع      | إسبانيا | إيما راميرز            | 26 يوليوز 2022   | 30 يونيو 2024 | [ 299 ] |
| 5      | دفاع      | إسبانيا | جانا فرنانديز          | 22 دجنبر 2022    | 30 يونيو 2025 | [ 300 ] |
| 10     | مهاجم     | النرويج | كارولين غراهام هانسن   | 16 يناير 2023    | 30 يونيو 2026 | [ 158 ] |
| 23     | وسط       | النرويج | إنجريد إنجين           | 17 يناير 2023    | 30 يونيو 2025 | [ 159 ] |
| 16     | مهاجم     | السويد  | فريدولينا رولفو        | 26 يناير 2023    | 30 يونيو 2026 | [ 184 ] |
| 2      | دفاع      | إسبانيا | إيرين باريديس          | 27 يناير 2023    | 30 يونيو 2025 | [ 186 ] |
| 13     | حارس مرمى | إسبانيا | كاتا كول               | 21 February 2023 | 30 يونيو 2026 | [ 208 ] |
| 6      | مهاجم     | إسبانيا | كلاوديا بينا           | 22 February 2023 | 30 يونيو 2026 | [ 209 ] |
| 19     | مهاجم     | إسبانيا | برونا فيلامالا         | 12 April 2023    | 30 يونيو 2026 | [ 301 ] |
| المدرب | المدرب    | إسبانيا | جوناتان خيرالديز       | 3 يونيو 2022     | 30 يونيو 2024 | [ 12 ]  |

## الانتقالات

### In
| ر.     | م.    | ج.       | اللاعب               | الانتقال من    | النوع           | المصدر            |
| الصيف  | الصيف | الصيف    | الصيف                | الصيف          | الصيف           | الصيف             |
| ------ | ----- | -------- | -------------------- | -------------- | --------------- | ----------------- |
| 3      | دفاع  | إسبانيا  | لايا كودينا          | إيه سي ميلان   | عودة من الإعارة | [ 302 ]           |
| –      | مهاجم | البرازيل | Gio Queiroz          | ليفانتي        | عودة من الإعارة | [ 303 ]           |
| 21     | وسط   | إسبانيا  | أندريا سانشيز فالكون | ليفانتي        | عودة من الإعارة | [ 303 ]           |
| 22     | دفاع  | إسبانيا  | نوريا رابانو         | ريال سوسيداد   | انتقال          | [ 16 ]            |
| 15     | دفاع  | إنجلترا  | لوسي برونز           | مانشستر سيتي   | انتقال          | [ 17 ]            |
| 18     | مهاجم | البرازيل | جيسي فيريرا          | مدريد سي إف إف | انتقال          | [ 18 ]            |
| –      | مهاجم | إسبانيا  | كانديلا أندوجار      | فالنسيا        | عودة من الإعارة | [ 20 ]            |
| 17     | مهاجم | إسبانيا  | سلمى بارالويلو       | فياريال        | انتقال          | [ 26 ] [ 304 ]    |
| 25     | دفاع  | إسبانيا  | إيما راميريز         | ريال سوسيداد   | عودة من الإعارة | [ 305 ]           |
| 21     | وسط   | إنجلترا  | كيرا والش            | مانشستر سيتي   | انتقال          | [ 1 ] [ 2 ] [ 3 ] |
| الشتاء |       |          |                      |                |                 |                   |
| –      | وسط   | إسبانيا  | أورنلا فينيولا       | إشبيلية        | عودة من الإعارة | [ 306 ]           |
| 45     | وسط   | إيطاليا  | جوليا دراجوني        | إنتر ميلان     | انتقال          | [ 191 ] [ 192 ]   |

### الخارج
| ر.     | م.    | ج.       | اللاعب               | ينتقل إلى        | النوع       | المصدر          |
| الصيف  | الصيف | الصيف    | الصيف                | الصيف            | الصيف       | الصيف           |
| ------ | ----- | -------- | -------------------- | ---------------- | ----------- | --------------- |
| 15     | دفاع  | إسبانيا  | ليلى الوهابي         | مانشستر سيتي     | نهاية العقد | [ 307 ] [ 308 ] |
| 10     | مهاجم | إسبانيا  | جينيفر هيرموسو       | باتشوكا          | نهاية العقد | [ 19 ] [ 309 ]  |
| 22     | دفاع  | هولندا   | ليكه مارتينس         | باريس سان جيرمان | نهاية العقد | [ 20 ] [ 310 ]  |
| –      | وسط   | إسبانيا  | أورنيلا فيجنولا      | إشبيلية          | إعارة       | [ 311 ]         |
| 5      | دفاع  | إسبانيا  | ميلاني سيرانو        | اعتزالت          | اعتزالت     | [ 312 ]         |
| –      | مهاجم | إسبانيا  | كانديلا أندوجار      | اعتزالت          | اعتزالت     | [ 313 ]         |
| 17     | دفاع  | إسبانيا  | أندريا بيريرا        | أمريكا           | إنهاء العقد | [ 37 ]          |
| 21     | وسط   | إسبانيا  | أندريا سانشيز فالكون | أمريكا           | إنهاء العقد | [ 48 ]          |
| –      | مهاجم | البرازيل | جيو كيروز            | أرسنال           | انتقال      | [ 51 ] [ 314 ]  |
| الشتاء |       |          |                      |                  |             |                 |
| –      | وسط   | إسبانيا  | أورنيلا فيجنولا      | ألافيس           | إعارة       | [ 315 ]         |
| 44     | مهاجم | إسبانيا  | إيستر لابورد         | ألافيس           | إعارة       | [ 315 ]         |

## المنافسات

### السجل العام
| المنافسة                      | أول مباراة     | آخر مباراة    | الدور الافتتاحي | المركز النهائي | السجل | السجل | السجل | السجل | السجل | السجل | السجل | السجل   |
| المنافسة                      | أول مباراة     | آخر مباراة    | الدور الافتتاحي | المركز النهائي | لعب   | ف     | ت     | خ     | له    | عليه  | ف.أ.  | الفوز % |
| ----------------------------- | -------------- | ------------- | --------------- | -------------- | ----- | ----- | ----- | ----- | ----- | ----- | ----- | ------- |
| Liga F                        | 17 سبتمبر 2022 | 21 مايو 2023  | اليوم 1         | الفائزون       | 30    | 28    | 1     | 1     | 118   | 10    | +108  | 093٫33  |
| Copa de la Reina              | 10 يناير 2023  | 10 يناير 2023 | دور ال16        | دور ال16 *     | 1     | 1     | 0     | 0     | 9     | 0     | +9    | 100٫00  |
| Supercopa de España Femenina  | 19 يناير 2023  | 22 يناير 2023 | نصف النهائي     | الفائزون       | 2     | 2     | 0     | 0     | 6     | 1     | +5    | 100٫00  |
| UEFA Women's Champions League | 19 أكتوبر 2022 | 3 يونيو 2023  | مرحلة المجموعات | الفائزون       | 11    | 9     | 1     | 1     | 40    | 10    | +30   | 081٫82  |
| المجموع                       | المجموع        | المجموع       | المجموع         | المجموع        | 44    | 40    | 2     | 2     | 173   | 21    | +152  | 090٫91  |

المصدر: المنافسات

### ما قبل الموسم والمباريات الودية
افتتح برشلونة فترة ما قبل الموسم بفوز ساحق 10–0 على إي إي إم ليدا في مباراة ودية، والتي تضمنت هاتريك من كارولين غراهام هانسن. ثم سافروا إلى فرنسا للمشاركة في كأس فرنسا الودية للسيدات AMOS. خسروا 1–2 أمام بايرن ميونخ للسيدات في نصف النهائي الخاص بهم قبل الفوز 1(5)–1(4) بركلات الترجيح ضد باريس سان جيرمان في مباراة المركز الثالث. عند عودتهم إلى الوطن، احتفظ برشلونة بـكأس جوان غامبر بفوزه على مونبلييه 6–0. اختتموا فترة ما قبل الموسم بفوز 2–4 بركلات الترجيح ضد غراناديلا تينيريفي للفوز بكأس تايد الدعوية لأول مرة.
  فوز
  تعادل
  خسارة
  المباريات
| ودية 6 أغسطس 2022                     | برشلونة | 10–0  | أييم ليدا | سان خوان ديسباي، إسبانيا                                                    |
| 19:00 توقيت وسط أوروبا الصيفي (UTC+2) | *هانسن 2'، 18'، 41' (ركلة.)، 42' - مارتريت 17' - بينا 45+2' (ركلة.)، 50' - آنا ماريا كرنوغوريفيتش 66' - بونماتي 76' (ركلة.) - سانتياغو 86' (ه.ذ.) - أرياس 88' | تقرير |           | الملعب: ملعب يوهان كرويف الحضور: 4،515 الحكم: يولندا سانشيز ميغيل (إسبانيا) |

| كأس AMOS الفرنسي للسيدات – نصف النهائي 16 أغسطس 2022 | برشلونة           | 1–2   | بايرن ميونخ                                   | تولوز، فرنسا                                                     |
| 18:00 توقيت وسط أوروبا الصيفي (UTC+2)                | *غراهام هانسن 59' | تقرير | *يوليا غوين 40' - لورنت 84' - دامنخانوفيك 87' | الملعب: ملعب إرنست والون الحضور: 3،500 الحكم: شارلين لور (فرنسا) |

| كأس AMOS الفرنسي للسيدات – مباراة تحديد المركز الثالث 19 أغسطس 2022        | برشلونة                                            | 1–1 (5–4 ر.ت)                                 | باريس سانت جيرمان               | تولوز، فرنسا                                                           |
| 18:00 توقيت وسط أوروبا الصيفي (UTC+2)                                      | *Geyse 39' - ماريا بيلار ليون 78' - لوسي برونز 90' | تقرير                                         | *نغوليو 30' - جون فرونسوا 90+1' | الملعب: ملعب إرنست والون الحضور: 5،000 الحكم: مايكا فاندرشتيغل (فرنسا) |
|                                                                            |                                                    | ركلات جزاء                                    |                                 |                                                                        |
| *غراهام هانسن - كلاوديا بينا - إنجريد إنجين - فريدولينا رولفو - لوسي برونز |                                                    | * Dudek - كاديدياتو دياني - قرشاوي - Lawrence |                                 |                                                                        |

| كأس جوان غامبر 23 أغسطس 2022          | برشلونة                                                                              | 6–0   | مونتبولييه | سان خوان ديسباي، إسبانيا                                                     |
| 20:00 توقيت وسط أوروبا الصيفي (UTC+2) | *Geyse 23'، 52' - باتريشيا غويغارو 28'، 45'، 90+4' - فريدولينا رولفو 54' - Arias 77' | تقرير | Coquet 90' | الملعب: ملعب يوهان كرويف الحضور: 5،125 الحكم: أليسيا إسبينوزا ريوس (إسبانيا) |

| تروفيو تيد 27 أغسطس 2022              | تينيريف      | 1–1 (2–4 ر.ت)                                       | برشلونة   | لا أوروتافا، إسبانيا                                                   |
| 21:00 توقيت وسط أوروبا الصيفي (UTC+2) | *أورتيغا 43' | تقرير                                               | *جيزي 29' | الملعب: لوس كوارتوس الحضور: 6،275 الحكم: شيومارا دياث غارسيا (إسبانيا) |
|                                       |              | ركلات جزاء                                          |           |                                                                        |
| *راموس - أورتيز - روبليدو - دوبلادو   |              | * غراهام هانسن - باريديس - باتري غيجارو - مابي ليون |           |                                                                        |

### ليغا ف

#### جدول الدوري
قالب:2022–23 Primera División (women) table
ملخص النتائج
| شامل | شامل | شامل | شامل | شامل | شامل | شامل | شامل | على أرضه | على أرضه | على أرضه | على أرضه | على أرضه | على أرضه | خارج أرضه | خارج أرضه | خارج أرضه | خارج أرضه | خارج أرضه | خارج أرضه |
| لعب  | ف    | ت    | خ    | أ.ل  | أ.ع  | ف.أ  | ن    | ف        | ت        | خ        | أ.ل      | أ.ع      | ف.أ      | ف         | ت         | خ         | أ.ل       | أ.ع       | ف.أ       |
| ---- | ---- | ---- | ---- | ---- | ---- | ---- | ---- | -------- | -------- | -------- | -------- | -------- | -------- | --------- | --------- | --------- | --------- | --------- | --------- |
| 30   | 28   | 1    | 1    | 118  | 10   | +108 | 85   | 15       | 0        | 0        | 64       | 3        | +61      | 13        | 1         | 1         | 54        | 7         | +47       |

مصدر: لا ليغا

#### النتائج حسب الجولة
| الجولة  | 1 | 2 | 3 | 4 | 5 | 6 | 7 | 8 | 9 | 10 | 11 | 12 | 13 | 14 | 15 | 16 | 17 | 18 | 19 | 20 | 21 | 22 | 23 | 24 | 25 | 26 | 27 | 28 | 29 | 30 |
| ------- | - | - | - | - | - | - | - | - | - | -- | -- | -- | -- | -- | -- | -- | -- | -- | -- | -- | -- | -- | -- | -- | -- | -- | -- | -- | -- | -- |
| الأرض   | A | H | A | H | A | A | H | A | H | A  | H  | H  | A  | H  | A  | H  | A  | H  | A  | H  | A  | H  | H  | A  | H  | A  | H  | A  | H  | A  |
| النتيجة | W | W | W | W | W | W | W | W | W | W  | W  | W  | W  | W  | W  | W  | W  | W  | W  | W  | W  | W  | W  | W  | W  | D  | W  | W  | W  | L  |
| الترتيب | 1 | 3 | 1 | 1 | 1 | 1 | 1 | 1 | 1 | 1  | 1  | 1  | 1  | 1  | 1  | 1  | 1  | 1  | 1  | 1  | 1  | 1  | 1  | 1  | 1  | 1  | 1  | 1  | 1  | 1  |

#### المباريات
| 2 17 سبتمبر 2022                      | برشلونة                                    | 2–0   | UDG Tenerife              | سان خوان ديسباي                                                               |
| 12:00 توقيت وسط أوروبا الصيفي (UTC+2) | *باريديس 23' - جيزي 60' - غراهام هانسن 67' | تقرير | *كاسيريس 41' - رولدان 51' | الملعب: ملعب يوهان كرويف الحضور: 4،477 الحكم: ماريا دولوريس مارتينيز مادروينا |

| 3 25 سبتمبر 2022                      | فياريال                   | 1–4   | برشلونة                                                                                     | فياريال                                                                                    |
| 17:00 توقيت وسط أوروبا الصيفي (UTC+2) | *غيخاررو 47' - غارسيا 56' | تقرير | *ماريا بيلار ليون 26' - أوشوالا 48' - كلاوديا بينا 75' - غراهام هانسن 81' - ماتا 85' (ه.ذ.) | الملعب: Ciudad Deportiva Pamesa Cerámica الحضور: 2،200 الحكم: إليا ماريا مارتينيز مارتينيز |

| 4 1 أكتوبر 2022                       | برشلونة                                                                                             | 7–0   | مدريد سي إف إف             | سان خوان ديسباي                                                        |
| 18:15 توقيت وسط أوروبا الصيفي (UTC+2) | *غراهام هانسن 4' 22' - ماريونا كالدينتي 59'، 65' - غايسي 61'، 68' - آنا ماريا كرنوغوريفيتش 77'، 78' | تقرير | *غونزاليس 26' - لوريتا 43' | الملعب: ملعب يوهان كرويف الحضور: 5،087 الحكم: زوليما غونزاليس غونزاليس |

| 5 15 أكتوبر 2022                      | أتلتيك كلوب | 0–3   | برشلونة                                                                    | ليزاما                                                            |
| 17:45 توقيت وسط أوروبا الصيفي (UTC+2) |             | تقرير | *ماريا بيلار ليون 37' - كلاوديا بينا 50' - جيزي 58' - ماريونا كالدينتي 84' | الملعب: ليزاما (الملعب 1) الحضور: 2،041 الحكم: باتريشيا لونا فارو |

| 6 22 أكتوبر 2022                      | ريال بيتيس | 0–3   | برشلونة                                                       | إشبيلية                                                                   |
| 18:15 توقيت وسط أوروبا الصيفي (UTC+2) |            | تقرير | *فريدولينا رولفو 42' - باباجيدي 75' (ه.ذ.) - غراهام هانسن 86' | الملعب: الملعب البلدي فيليب ديل فالي الحضور: 750 الحكم: بيترس أريغي غامير |

| 7 30 أكتوبر 2022               | برشلونة                                | 2–1   | ليفانتي                 | سان خوان ديسباي                                                     |
| 12:00 توقيت وسط أوروبا (UTC+1) | *إنجريد إنجين 15' - أيتانا بونماتي 41' | تقرير | *لوريس 30' - ردوندو 43' | الملعب: ملعب يوهان كرويف الحضور: 5،143 الحكم: أولاتز ريفيرا أولميدو |

| 1 3 نوفمبر 2022                                                                                   | ليفانتي لاس بلاناس | 0–4   | برشلونة                                                                        | سان خوان ديسباي                                                      |
| 21:00 توقيت وسط أوروبا (UTC+1)                                                                    | *موث 75'           | تقرير | *رابانو 9' - باتريشيا غويغارو 11' - أوشوالا 26' - بارالوويلو 32' - باريديس 79' | الملعب: البلدية دي ليس بلانيس الحضور: 1،500 الحكم: بيترس أريغي غامير |
| ملاحظة: المباراة الافتتاحية كانت مجدولة أصلاً في 11 سبتمبر 2022، ولكن تم تأجيلها بسبب غياب الحكام. |                    |       |                                                                                |                                                                      |

| 8 6 نوفمبر 2022                | ريال مدريد | 0–4   | برشلونة | مدريد                                                                   |
| 18:00 توقيت وسط أوروبا (UTC+1) |            | تقرير | *آنا ماريا كرنوغوريفيتش 4' - باتريشيا غويغارو 44' - أيتانا بونماتي 52' - فريدولينا رولفو 61'، 81' - جيزي 68' | الملعب: استاد ألفريدو دي ستيفانو الحضور: 5،126 الحكم: مارتا فرياس أسيدو |

| 9 20 نوفمبر 2022               | برشلونة | 8–0   | ألافيس                   | سان خوان ديسباي                                                     |
| 12:00 توقيت وسط أوروبا (UTC+1) | *كلاوديا بينا 8'، 36' (ركلة.) - أوشوالا 12' - فريدولينا رولفو 25'، 68' - ماريا بيلار ليون 43'، 47' - بارالوويلو 56' - آنا ماريا كرنوغوريفيتش 85' - جيزي 90+6' | تقرير | *سولي 35' - فيرغيس 90+3' | الملعب: ملعب يوهان كرويف الحضور: 4،420 الحكم: راكيل سواريز غونزاليس |

| 10 27 نوفمبر 2022              | أتلتيكو مدريد           | 1–6   | برشلونة | مدريد                                                                        |
| 16:30 توقيت وسط أوروبا (UTC+1) | سانتوس 25' (ركلة.)، 80' | تقرير | *آنا ماريا كرنوغوريفيتش 4'، 38' - بانوس 24' - ماريا بيلار ليون 35' - لوسي برونز 50' - ماريونا كالدينتي 65' - بارالوويلو 72'، 76' - إنجريد إنجين 80' | الملعب: Cívitas Metropolitano الحضور: 24،107 الحكم: زوليما غونزاليس غونزاليس |

| 11 3 ديسمبر 2022               | برشلونة                                                                       | 2–1   | ريال سوسيداد               | سان خوان ديسباي                                                             |
| 12:00 توقيت وسط أوروبا (UTC+1) | *أيتانا بونماتي 43' - مارتا توريخون 62' - لوسي برونز 89' - ساندرا بانوس 90+3' | تقرير | *تيجادا 15' - لي غويلي 44' | الملعب: ملعب يوهان كرويف الحضور: 4,559 الحكم: إيليا ماريا مارتينيز مارتينيز |

| 12 10 ديسمبر 2022              | برشلونة                                                                         | 4–0   | الحمة                                      | سان خوان ديسباي                                                  |
| 19:00 توقيت وسط أوروبا (UTC+1) | *كلاوديا بينا 4' - سلمى بارالويلو 31' - برونا فيلامالا 58' - أسيسات أوشوالا 86' | تقرير | *فلوريس 26' 67' - فريسنيدا 29' - كاريد 57' | الملعب: ملعب يوهان كرويف الحضور: 2,758 الحكم: باتريسيا لونا فارو |

| 14 7 يناير 2023                | برشلونة                                                                 | 4–0   | إشبيلية    | سان خوان ديسباي                                                   |
| 18:15 توقيت وسط أوروبا (UTC+1) | *أسيسات أوشوالا 11' - كلاوديا بينا 34'، 45+2' - سلمى بارالويلو 70'، 84' | تقرير | غابارو 66' | الملعب: ملعب يوهان كرويف الحضور: 5,098 الحكم: إلينا بيلايز أرنياس |

| 15 14 يناير 2023               | سبورتينغ دي هويلفا | 0–3   | برشلونة                                         | ولبة                                                                      |
| 12:00 توقيت وسط أوروبا (UTC+1) |                    | تقرير | *أسيسات أوشوالا 21'، 57' - ماريونا كالدينتي 32' | الملعب: ملعب كولومبينو الجديد الحضور: 3,200 الحكم: إليزابيث كالفو فالنتين |

| 16 25 يناير 2023               | برشلونة                                                                                         | 7–0   | ليفانتي لاس بلاناس                              | سان خوان ديسباي                                                  |
| 18:00 توقيت وسط أوروبا (UTC+1) | *آنا ماريا كرنوغوريفيتش 8'، 41' - Oshoala 25'، 56'، 63' - فيكي لوبيز 48' - ماريونا كالدينتي 75' | تقرير | *Chikwelu 27' - Martín-Pozuelo 62' - Mrabet 78' | الملعب: ملعب يوهان كرويف الحضور: 2،970 الحكم: Patricia Luna Varo |

| 17 29 يناير 2023               | UDG Tenerife | 0–6   | برشلونة                                                                  | سانتا كروث دي تنريفه                                                                 |
| 18:00 توقيت وسط أوروبا (UTC+1) |              | تقرير | *كلاوديا بينا 5' - Oshoala 8'، 12'، 27' - Bonmatí 45' - لوسي برونز 90+2' | الملعب: ملعب هيليودورو رودريغيز لوبيز الحضور: 8،115 الحكم: Arantza Gallastegui Pérez |

| 13 1 فبراير 2023 | فالنسيا | 0–4   | برشلونة                                                        | بطرنة                                                                           |
| 19:00 توقيت وسط أوروبا (UTC+1)                                                                                       |         | تقرير | *فريدولينا رولفو 3' - Oshoala 15' - Torrejón 22' - Bonmatí 47' | الملعب: Estadio Antonio Puchades الحضور: 3،500 الحكم: María Gloria Planes Terol |
| ملاحظة: المباراة كانت مجدولة أصلاً في 18 ديسمبر 2022، ولكن تم تأجيلها بسبب مباراة دوري أبطال أوروبا للسيدات لبرشلونة. |         |       |                                                                |                                                                                 |

| 18 5 فبراير 2023               | برشلونة                                                                                                 | 7–0   | ريال بيتيس              | سان خوان ديسباي                                                   |
| 16:00 توقيت وسط أوروبا (UTC+1) | *Geyse 14' - Walsh 38' - كلاوديا بينا 48' - Codina 53' - Oshoala 61'، 77'، 90+2' - ماريونا كالدينتي 64' | تقرير | *Quiles 57' - Leire 75' | الملعب: ملعب يوهان كرويف الحضور: 4،898 الحكم: Xiomara Díaz García |

| 19 11 فبراير 2023              | ألافيس      | 0–4   | برشلونة                                                                                    | فيتوريا-غاستيز                                                                        |
| 18:15 توقيت وسط أوروبا (UTC+1) | Laborde 70' | تقرير | *Geyse 14' - Oshoala 33' - Ohale 39' (ه.ذ.) - Paredes 50' - Bonmatí 64' - كلاوديا بينا 84' | الملعب: Ciudad Deportiva José Luis Compañón الحضور: 800 الحكم: Raquel Suárez González |

| 20 5 مارس 2023                 | برشلونة                                                    | 5–0   | فياريال | سان خوان ديسباي                                                         |
| 12:00 توقيت وسط أوروبا (UTC+1) | *Oshoala 21' - Paralluelo 38' - غراهام هانسن 70'، 84'، 90' | تقرير |         | الملعب: ملعب يوهان كرويف الحضور: 5،026 الحكم: María Eugenia Gil Soriano |

| 21 11 مارس 2023                | ليفانتي | 0–4   | برشلونة                                                                                           | Buñol                                                                         |
| 18:15 توقيت وسط أوروبا (UTC+1) |         | تقرير | *Bonmatí 29'، 77' - Oshoala 32' - ماريا بيلار ليون 66' - كلاوديا بينا 87' - فريدولينا رولفو 90+4' | الملعب: Ciudad Deportiva de Buñol الحضور: 580 الحكم: زوليما غونزاليس غونزاليس |

| 22 17 مارس 2023                | برشلونة                                                                    | 5–1   | فالنسيا                       | سان خوان ديسباي                                                     |
| 19:00 توقيت وسط أوروبا (UTC+1) | *فريدولينا رولفو 26'، 90+4' (ركلة.) - Torrejón 45+2' - Paralluelo 60'، 66' | تقرير | *Jiménez 12'، 60' - Carro 60' | الملعب: ملعب يوهان كرويف الحضور: 4،492 الحكم: Paola Cebollada López |

| 23 25 مارس 2023                       | برشلونة                                                | 1–0   | Real Madrid                     | سان خوان ديسباي                                                   |
| 18:15 توقيت وسط أوروبا الصيفي (UTC+2) | *جيز (لاعبة كرة قدم) 46' - فريدولينا رولفو 77' (ركلة.) | تقرير | *Zornoza 43' - Del Castillo 76' | الملعب: ملعب يوهان كرويف الحضور: 5،569 الحكم: Olatz Rivera Olmedo |

| 24 2 أبريل 2023                       | Alhama                    | 0–2   | برشلونة | الحمة (مرسية)                                                                                |
| 18:00 توقيت وسط أوروبا الصيفي (UTC+2) | *Pérez 42' - Caravaca 59' | تقرير | *آنا ماريا كرنوغوريفيتش 5' - جيز (لاعبة كرة قدم) 28' - Vilamala 40' - غراهام هانسن 57' - Martínez 60' (ه.ذ.) | الملعب: José Kubala – Guadalentin Sports Complex الحضور: 2،500 الحكم: Raquel Suárez González |

| 25 15 أبريل 2023                      | برشلونة                                               | 4–0   | Atlético Madrid                          | سان خوان ديسباي                                                         |
| 12:00 توقيت وسط أوروبا الصيفي (UTC+2) | *Bonmatí 28'، 89' - فيكي لوبيز 46' - غراهام هانسن 57' | تقرير | *Moral 44' - Lundkvist 77' - Navarro 80' | الملعب: ملعب يوهان كرويف الحضور: 4،850 الحكم: Arantza Gallastegui Pérez |

| 27 30 أبريل 2023                      | برشلونة                                        | 3–0   | سبورتينغ دي هويلفا | سان خوان ديسباي                                                    |
| 16:00 توقيت وسط أوروبا الصيفي (UTC+2) | *Fernández 33'، 63' - Codina 39' - Oshoala 89' | تقرير |                    | الملعب: ملعب يوهان كرويف الحضور: 5،289 الحكم: أليسيا إسبينوزا ريوس |

| 28 6 مايو 2023                        | ريال سوسيداد                              | 2–5   | برشلونة                                                                                          | سان سبستيان                                              |
| 18:15 توقيت وسط أوروبا الصيفي (UTC+2) | *Jensen 38' - باتريشيا غويغارو 64' (ه.ذ.) | تقرير | *ماريونا كالدينتي 11' - باتريشيا غويغارو 21' - Oshoala 25' - Bonmatí 29' - غراهام هانسن 32'، 58' | الملعب: Zubieta الحضور: 1،307 الحكم: Xiomara Díaz García |

| 26 10 مايو 2023                                                                                                  | Sevilla                                     | 1–1   | برشلونة                                        | إشبيلية                                                                    |
| 19:00 توقيت وسط أوروبا الصيفي (UTC+2)                                                                            | *Gomes 25' - Martín-Prieto 53' Martínez 88' | تقرير | *M. Fernández 38' - آنا ماريا كرنوغوريفيتش 80' | الملعب: Estadio Jesús Navas الحضور: 1،356 الحكم: María Gloria Planes Terol |
| ملاحظة: المباراة كانت مجدولة أصلاً في 23 أبريل 2023، ولكن تم تأجيلها بسبب مباراة نصف نهائي دوري الأبطال لبرشلونة. |                                             |       |                                                |                                                                            |

| 29 13 مايو 2023                       | برشلونة                                            | 3–0   | أتلتيك كلوب | سان خوان ديسباي                                                      |
| 12:00 توقيت وسط أوروبا الصيفي (UTC+2) | *غراهام هانسن 61' - Paredes 67' - Paralluelo 90+4' | تقرير |             | الملعب: ملعب يوهان كرويف الحضور: 4،641 الحكم: Raquel Suárez González |

| 30 21 مايو 2023                       | Madrid CFF                                        | 2–1   | برشلونة                                                                                                  | فوينلابرادا                                                            |
| 12:00 توقيت وسط أوروبا الصيفي (UTC+2) | *Kundananji 30'، 37' - Lauren 90+2' - Pardo 90+4' | تقرير | *جيز (لاعبة كرة قدم) 12' - ماريونا كالدينتي 59' - ماريا بيلار ليون 61' - Putellas 64' - كلاوديا بينا 81' | الملعب: ملعب فيرناندو توريس الحضور: 1،203 الحكم: Elena Peláez Arnillas |

مصدر: La Liga

### كوبا دي لا رينا
برشلونة دخلت في دور ال16. أقيمت القرعة في 15 نوفمبر 2022، وتم إقرانهم مع أوساسونا الذين تغلبوا عليهم بنتيجة 0–9. على الرغم من الفوز الساحق، في 24 يناير 2023، قام الاتحاد الملكي الإسباني لكرة القدم (RFEF) باستبعاد الفريق لإشراك لاعب غير مؤهل. جيزي فيريرا، التي لعبت المباراة، لم تخدم عقوبتها بعد أن طُردت في آخر مباراة لعبتها لفريق آخر خلال الموسم السابق. قبل RFEF أنهم ارتكبوا خطأ عند إدراج العقوبات بعدم تضمين جيزي، لكنهم قالوا أيضًا إن برشلونة كان يجب أن يكونوا أكثر دقة في التحقق. تسليم الاستبعاد يعني الخروج من البطولة حيث كانت المباراة في مراحل خروج المغلوب.
| جولة ال16 10 يناير 2023                                            | أوساسونا | Void (0–9) | برشلونة                                                                                  | بنبلونة                                                         |
| 20:45 توقيت وسط أوروبا (UTC+1)                                     |          | تقرير      | *فيلامالا 22'، 26'، 55' - بارالويلو 49'، 57' - جيزي 53' - أيتانا 67'، 84' - كالدينتي 82' | الملعب: استاديو إل سادار الحضور: 6،167 الحكم: مارتا فرياس أسيدو |
| ملاحظة: النتيجة كانت ملغاة وأقصي برشلونة بسبب إشراك لاعب غير مؤهل. |          |            |                                                                                          |                                                                 |

### كأس السوبر الإسباني لكرة القدم للسيدات
\
أجريت قرعة الدور نصف النهائي في 21 ديسمبر 2022 في Mérida. بدأت برشلونة دفاعها عن كأس السوبر ضد Real Madrid في 19 يناير 2023، في كلاسيكو السيدات الثاني من الموسم، حيث فازت 3–1 بعد extra-time وتأهلت إلى النهائي. في النهائي، فازت على Real Sociedad 3–0، محققة كأس السوبر للمرة الثالثة في التاريخ.
| نصف النهائي 19 يناير 2023      | برشلونة                                                                                                | 3–1 (و.إ) | Real Madrid                              | Mérida                                                       |
| 18:30 توقيت وسط أوروبا (UTC+1) | *Paredes 16' 59' - كلاوديا بينا 24' - لوسي برونز 68' - ماريونا كالدينتي 111' (ركلة.) - Paralluelo 120' | تقرير     | *Weir 54' - Zornoza 66' - Abelleira 110' | الملعب: ملعب رومانو الحضور: 6،209 الحكم: Marta Huerta de Aza |

| النهائي 22 يناير 2023          | ريال سوسيداد | 0–3   | برشلونة                                           | Mérida                                                                         |
| 12:00 توقيت وسط أوروبا (UTC+1) |              | تقرير | *Aitana 13'، 47' - Paralluelo 41' - Oshoala 90+7' | الملعب: ملعب رومانو الحضور: 6،339 الحكم: Marta Frías Acedo MVP: أيتانا بونماتي |

### دوري أبطال أوروبا للسيدات

#### مرحلة المجموعات
قالب:2022–23 UEFA Women's Champions League group tables
| المركز | فريق | لعب | فوز | تعادل | خسارة | له | عليه | فرق | النقاط | تأهل |
| ------ | ---- | --- | --- | ----- | ----- | -- | ---- | --- | ------ | ---- |

#### سويسراقالب:بيانات بلد WOL
| تشلسي                   | 3–3 | وولفسبورغ للسيدات                  |
| ----------------------- | --- | ---------------------------------- |
| كير'، 1'، برايد' (45+2) |     | رويد' (25)، هدرك' (57)، بيتز' (60) |

#### قالب:بيانات بلد VILباربادوس
| فياريال | 0–6 | نادي برشلونة للسيدات                                           |
| ------- | --- | -------------------------------------------------------------- |
|         |     | بوتيلاس' (10)، هرموسو' (19، 40، 61)، غيمهام' (23)، باتري' (88) |

| 1 19 أكتوبر 2022                      | برشلونة | 9–0   | بنفيكا                                  | سان خوان ديسباي، إسبانيا                                              |
| 21:00 توقيت وسط أوروبا الصيفي (UTC+2) | *غويغارو 1' - بونماتي 14' - ماريا بيلار ليون 24' - أوشوالا 34'، 84' - كالدينتي 50' - رابانو 54' - كرنوغوريفيتش 65' - جيسي 67'، 88' - بينا 77' | تقرير | *Norton 40' - Correia 78' - كوستا 90+1' | الملعب: إستادي يوهان كرويف الحضور: 5،004 الحكم: Ionela Peșu (رومانيا) |

| 2 27 أكتوبر 2022                      | روسينجورد              | 1–4   | برشلونة                                            | مالمو، السويد                                                          |
| 18:45 توقيت وسط أوروبا الصيفي (UTC+2) | *هولدت 45+2' - ويك 56' | تقرير | *بونماتي 30'، 41' - جيسي 32' - كالدينتي 65'، 90+2' | الملعب: ملعب مالمو إيب الحضور: 4،812 الحكم: Lorraine Watson (اسكتلندا) |

| 3 24 نوفمبر 2022               | برشلونة                            | 3–0   | بايرن ميونخ | برشلونة، إسبانيا                                         |
| 18:45 توقيت وسط أوروبا (UTC+1) | *جيسي 47' - بونماتي 59' - بينا 66' | تقرير |             | الملعب: كامب نو الحضور: 46،967 الحكم: شيريل فوستر (ويلز) |

| 4 7 ديسمبر 2022                | بايرن ميونخ                     | 3–1   | برشلونة                 | ميونخ، ألمانيا                                                   |
| 21:00 توقيت وسط أوروبا (UTC+1) | *بوهل 4' - ماغول 10' - شولر 60' | تقرير | *جيسي 65' - بونماتي 77' | الملعب: أليانز أرينا الحضور: 24،000 الحكم: إستر ستاوبلي (سويسرا) |

| 5 15 ديسمبر 2022               | بنفيكا                                                             | 2–6   | برشلونة                                                                                    | سيشال، البرتغال                                                 |
| 21:00 توقيت وسط أوروبا (UTC+1) | *أمادو 61' - سيلفا 62' - فيتوريا 68'، 90+6' - رايلا 73' - لاكس 81' | تقرير | *باريديس 7' - بينا 45+2' - بونماتي 48' - كرنوغوريفيتش 58' - سيكا 80' (ه.ذ.) - كالدينتي 90' | الملعب: مركز بنفيكا الحضور: 850 الحكم: Jelena Cvetković (صربيا) |

| 6 21 ديسمبر 2022               | برشلونة                                                                            | 6–0   | روسينجورد                 | برشلونة، إسبانيا                                                   |
| 21:00 توقيت وسط أوروبا (UTC+1) | *أوشوالا 10'، 16' - ماريا بيلار ليون 45+3' - رولفو 47' - توريخون 50' - باريديس 69' | تقرير | *هولدت 14' - بيرسون 45+1' | الملعب: كامب نو الحضور: 28،720 الحكم: Désirée Grundbacher (سويسرا) |

#### مرحلة خروج المغلوب

##### ربع النهائي
| الذهاب 21 مارس 2023            | Roma         | 0–1   | برشلونة                                  | روما                                                                    |
| 21:00 توقيت وسط أوروبا (UTC+1) | جياسينتي 34' | تقرير | *بارالويلو 34' - باريديس 37' - برونز 81' | الملعب: ملعب أولمبيكو الحضور: 39،454 الحكم: يولينا ديميتريسكو (Romania) |

| الإياب 29 مارس 2023                   | برشلونة                                                                                    | 5–1 (6–1 المجموع) | Roma          | برشلونة                                                  |
| 18:45 توقيت وسط أوروبا الصيفي (UTC+2) | *رولفو 11'، 45+2' - ماريا بيلار ليون 33' - أوشوالا 46'، 63' - غويغارو 53' - فرنانديز 90+2' | تقرير             | سيرتوريني 58' | الملعب: كامب نو الحضور: 54،667 الحكم: ريم حسين (Germany) |

##### نصف النهائي
| مباراة الذهاب 22 أبريل 2023           | تشيلسي              | 0–1   | برشلونة                                                   | فولهام                                                                      |
| 13:30 توقيت وسط أوروبا الصيفي (UTC+2) | *كير 37' - جيمس 71' | تقرير | *هانسن 4' - ماريا بيلار ليون 41' - والش 63' - بانوس 90+3' | الملعب: ستامفورد بريدج الحضور: 27،697 الحكم: جانا آدامكوفا (جمهورية التشيك) |

| مباراة الإياب 27 أبريل 2023           | برشلونة   | 1–1 (2–1 المجموع) | تشيلسي                       | برشلونة                                                     |
| 18:45 توقيت وسط أوروبا الصيفي (UTC+2) | هانسن 63' | تقرير             | *ريتين 18'، 67' - كوثبرت 90' | الملعب: كامب نو الحضور: 72،262 الحكم: إستر ستاوبلي (سويسرا) |

##### النهائي
| النهائي 3 يونيو 2023                  | برشلونة                                                     | 3–2   | فولفسبورغ                                                | آيندهوفن                                                                           |
| 16:00 توقيت وسط أوروبا الصيفي (UTC+2) | *بونماتي 33' - غويغارو 48'، 50' - رولفو 70' - باريديس 90+4' | تقرير | *بايور 3' - هندريش 22' - بوب 37'، 90+4' - Jónsdóttir 77' | الملعب: ملعب فيليبس الحضور: 33،147 الحكم: شيريل فوستر (ويلز) MVP: باتريشيا غويغارو |

## إحصائيات

### بشكل عام
آخر تحديث last matchday..
| No..                | Pos.        | Nat.        | اللاعب                 | دوري الدرجة الأولى للسيدات | دوري الدرجة الأولى للسيدات | كأس الملكة  | كأس الملكة  | كأس السوبر الإسباني | كأس السوبر الإسباني | دوري أبطال أوروبا للسيدات | دوري أبطال أوروبا للسيدات | المجموع     | المجموع     | الانضباط    | الانضباط    | ملاحظات               |
| No..                | Pos.        | Nat.        | اللاعب                 | مباريات                    | أهداف                      | مباريات     | أهداف       | مباريات             | أهداف               | مباريات                   | أهداف                     | مباريات     | أهداف       |             |             | ملاحظات               |
| حراس المرمى         | حراس المرمى | حراس المرمى | حراس المرمى            | حراس المرمى                | حراس المرمى                | حراس المرمى | حراس المرمى | حراس المرمى         | حراس المرمى         | حراس المرمى               | حراس المرمى               | حراس المرمى | حراس المرمى | حراس المرمى | حراس المرمى | حراس المرمى           |
| ------------------- | ----------- | ----------- | ---------------------- | -------------------------- | -------------------------- | ----------- | ----------- | ------------------- | ------------------- | ------------------------- | ------------------------- | ----------- | ----------- | ----------- | ----------- | --------------------- |
| 1                   | حارس مرمى   | إسبانيا     | ساندرا بانوس           | 20                         | 0                          | 0           | 0           | 2                   | 0                   | 9                         | 0                         | 31          | 0           | 3           | 0           | [ 339 ]               |
| 13                  | حارس مرمى   | إسبانيا     | كاتا كول               | 2+1                        | 0                          | 0           | 0           | 0                   | 0                   | 0                         | 0                         | 3           | 0           | 0           | 0           | [ 340 ] [ 341 ]       |
| 24                  | حارس مرمى   | إسبانيا     | جيما فونت              | 8                          | 0                          | 1           | 0           | 0                   | 0                   | 2                         | 0                         | 11          | 0           | 0           | 0           |                       |
| 36                  | حارس مرمى   | إسبانيا     | Meritxell Muñoz        | 0                          | 0                          | 0           | 0           | 0                   | 0                   | 0                         | 0                         | 0           | 0           | 0           | 0           |                       |
| 37                  | حارس مرمى   | إسبانيا     | Meritxell Font         | 0                          | 0                          | 0           | 0           | 0                   | 0                   | 0                         | 0                         | 0           | 0           | 0           | 0           |                       |
| المدافعون           |             |             |                        |                            |                            |             |             |                     |                     |                           |                           |             |             |             |             |                       |
| 2                   | مدافع       | إسبانيا     | إيرين باريديس          | 20+5                       | 2                          | 0           | 0           | 1                   | 0                   | 11                        | 2                         | 37          | 4           | 6           | 1           |                       |
| 3                   | مدافع       | إسبانيا     | لايا كودينا            | 8+5                        | 1                          | 1           | 0           | 0+1                 | 0                   | 0+2                       | 0                         | 17          | 1           | 2           | 0           | [ 74 ] [ 342 ]        |
| 4                   | مدافع       | إسبانيا     | María Pilar León       | 23+2                       | 3                          | 0           | 0           | 2                   | 0                   | 11                        | 2                         | 38          | 5           | 6           | 0           | [ 343 ]               |
| 5                   | مدافع       | إسبانيا     | جانا فرنانديز          | 4+2                        | 1                          | 0           | 0           | 0                   | 0                   | 0+1                       | 0                         | 7           | 1           | 2           | 0           | [ 344 ] [ 345 ]       |
| 7                   | مدافع       | سويسرا      | آنا ماريا كرنوغوريفيتش | 17+12                      | 8                          | 0           | 0           | 1+1                 | 0                   | 4+5                       | 2                         | 40          | 10          | 2           | 0           |                       |
| 8                   | مدافع       | إسبانيا     | مارتا توريخون          | 17+10                      | 3                          | 1           | 0           | 1+1                 | 0                   | 3+6                       | 1                         | 39          | 4           | 0           | 0           | [ 343 ]               |
| 15                  | مدافع       | إنجلترا     | لوسي برونز             | 14+6                       | 3                          | 0+1         | 0           | 2                   | 0                   | 8+1                       | 0                         | 32          | 3           | 2           | 0           | [ 346 ] [ 347 ]       |
| 22                  | مدافع       | إسبانيا     | Nuria Rábano           | 14+5                       | 0                          | 1           | 0           | 0+1                 | 0                   | 1+2                       | 0                         | 24          | 0           | 2           | 0           | [ 348 ]               |
| 25                  | مدافع       | إسبانيا     | Emma Ramírez           | 1+5                        | 0                          | 0+1         | 0           | 0                   | 0                   | 0                         | 0                         | 7           | 0           | 0           | 0           | [ 349 ] [ 350 ]       |
| 34                  | مدافع       | إسبانيا     | Martina Fernández      | 1+2                        | 0                          | 0           | 0           | 0                   | 0                   | 0                         | 0                         | 3           | 0           | 1           | 0           |                       |
| لاعبي الوسط         |             |             |                        |                            |                            |             |             |                     |                     |                           |                           |             |             |             |             |                       |
| 11                  | لاعب وسط    | إسبانيا     | أليكسيا بوتياس         | 0+5                        | 1                          | 0           | 0           | 0                   | 0                   | 0+1                       | 0                         | 6           | 1           | 0           | 0           | [ 24 ] [ 27 ] [ 351 ] |
| 12                  | لاعب وسط    | إسبانيا     | باتريشيا غويغارو       | 25+3                       | 3                          | 0           | 0           | 2                   | 0                   | 9+1                       | 4                         | 40          | 7           | 0           | 0           |                       |
| 14                  | لاعب وسط    | إسبانيا     | أيتانا بونماتي         | 18+5                       | 10                         | 1           | 2           | 2                   | 2                   | 11                        | 5                         | 37          | 19          | 3           | 0           | [ 352 ] [ 353 ]       |
| 21                  | لاعب وسط    | إنجلترا     | كيرا والش              | 18+8                       | 1                          | 1           | 0           | 2                   | 0                   | 9                         | 0                         | 38          | 1           | 1           | 0           | [ 180 ]               |
| 23                  | لاعب وسط    | النرويج     | Ingrid Engen           | 9+12                       | 2                          | 0           | 0           | 0                   | 0                   | 2+9                       | 0                         | 32          | 2           | 0           | 0           | [ 354 ] [ 355 ]       |
| 27                  | لاعب وسط    | إسبانيا     | María Pérez            | 0+3                        | 0                          | 1           | 0           | 0                   | 0                   | 0+1                       | 0                         | 5           | 0           | 0           | 0           |                       |
| 28                  | لاعب وسط    | إسبانيا     | Alba Caño              | 0+1                        | 0                          | 0           | 0           | 0                   | 0                   | 0                         | 0                         | 1           | 0           | 0           | 0           |                       |
| 30                  | لاعب وسط    | إسبانيا     | فيكي لوبيز             | 5+5                        | 2                          | 1           | 0           | 0+1                 | 0                   | 0+1                       | 0                         | 13          | 2           | 0           | 0           |                       |
| المهاجمون           |             |             |                        |                            |                            |             |             |                     |                     |                           |                           |             |             |             |             |                       |
| 6                   | مهاجم       | إسبانيا     | كلاوديا بينا           | 17+5                       | 10                         | 0           | 0           | 1+1                 | 1                   | 3+4                       | 3                         | 31          | 14          | 1           | 0           | [ 356 ]               |
| 9                   | مهاجم       | إسبانيا     | ماريونا كالدينتي       | 12+7                       | 6                          | 0+1         | 1           | 1+1                 | 1                   | 6+2                       | 4                         | 30          | 12          | 3           | 0           | [ 357 ]               |
| 10                  | مهاجم       | النرويج     | كارولين غراهام هانسن   | 8+5                        | 11                         | 0           | 0           | 0                   | 0                   | 6                         | 2                         | 19          | 13          | 2           | 0           | [ 87 ] [ 358 ]        |
| 16                  | مهاجم       | السويد      | فريدولينا رولفو        | 19+2                       | 8                          | 0           | 0           | 2                   | 0                   | 9+1                       | 4                         | 33          | 12          | 2           | 0           | [ 359 ]               |
| 17                  | مهاجم       | إسبانيا     | سلمى بارالويلو         | 9+9                        | 11                         | 1           | 2           | 1+1                 | 1                   | 4+4                       | 1                         | 29          | 15          | 1           | 0           | [ 360 ]               |
| 18                  | مهاجم       | البرازيل    | غايسي فيريرا           | 17+7                       | 6                          | 1           | 1           | 2                   | 0                   | 5+5                       | 4                         | 37          | 11          | 6           | 0           |                       |
| 19                  | مهاجم       | إسبانيا     | برونا فيلامالا         | 5+5                        | 1                          | 1           | 3           | 0                   | 0                   | 0+5                       | 0                         | 16          | 4           | 1           | 0           | [ 360 ]               |
| 20                  | مهاجم       | نيجيريا     | أسيسات أوشوالا         | 17+11                      | 21                         | 0+1         | 0           | 0+2                 | 1                   | 6+3                       | 5                         | 40          | 27          | 2           | 0           | [ 348 ]               |
| 32                  | مهاجم       | إسبانيا     | Ariana Arias           | 0+1                        | 0                          | 0           | 0           | 0                   | 0                   | 0                         | 0                         | 1           | 0           | 0           | 0           |                       |
| 33                  | مهاجم       | إسبانيا     | Ona Baradad            | 0                          | 0                          | 0+1         | 0           | 0                   | 0                   | 0                         | 0                         | 1           | 0           | 0           | 0           |                       |
| 40                  | مهاجم       | إسبانيا     | Lucía Corrales         | 1+1                        | 0                          | 0           | 0           | 0                   | 0                   | 0                         | 0                         | 2           | 0           | 0           | 0           |                       |
| الأهداف الذاتية (1) |             |             |                        |                            |                            |             |             |                     |                     |                           |                           |             |             |             |             |                       |

### الهدافون
آخر تحديث last matchday..
| Rank                        | No.                         | Pos.                        | Nat.                        | اللاعب                      | الدوري الإسباني للسيدات | كأس الملكة | كأس السوبر الإسباني للسيدات | دوري أبطال أوروبا للسيدات | الإجمالي |
| --------------------------- | --------------------------- | --------------------------- | --------------------------- | --------------------------- | ----------------------- | ---------- | --------------------------- | ------------------------- | -------- |
| 1                           | 20                          | مهاجم                       | نيجيريا                     | أسيسات أوشوالا              | 21                      | —          | 1                           | 5                         | 27       |
| 2                           | 14                          | وسط                         | إسبانيا                     | أيتانا بونماتي              | 10                      | 2          | 2                           | 5                         | 19       |
| 3                           | 17                          | مهاجم                       | إسبانيا                     | سلمى بارالويلو              | 11                      | 2          | 1                           | 1                         | 15       |
| 4                           | 6                           | مهاجم                       | إسبانيا                     | Claudia Pina                | 10                      | —          | 1                           | 3                         | 14       |
| 5                           | 10                          | مهاجم                       | النرويج                     | كارولين غراهام هانسن        | 11                      | —          | —                           | 2                         | 13       |
| 6                           | 16                          | مهاجم                       | السويد                      | فريدولينا رولفو             | 8                       | —          | —                           | 4                         | 12       |
| 6                           | 9                           | مهاجم                       | إسبانيا                     | ماريونا كالدينتي            | 6                       | 1          | 1                           | 4                         | 12       |
| 8                           | 18                          | مهاجم                       | البرازيل                    | غايسي فيريرا                | 6                       | 1          | —                           | 4                         | 11       |
| 9                           | 7                           | دفاع                        | سويسرا                      | آنا ماريا كرنوغوريفيتش      | 8                       | —          | —                           | 2                         | 10       |
| 10                          | 12                          | وسط                         | إسبانيا                     | باتريشيا غويغارو            | 3                       | —          | —                           | 4                         | 7        |
| 11                          | 4                           | دفاع                        | إسبانيا                     | María Pilar León            | 3                       | —          | —                           | 2                         | 5        |
| 12                          | 8                           | دفاع                        | إسبانيا                     | مارتا توريخون               | 3                       | —          | —                           | 1                         | 4        |
| 12                          | 2                           | دفاع                        | إسبانيا                     | إيرين باريديس               | 2                       | —          | —                           | 2                         | 4        |
| 12                          | 19                          | مهاجم                       | إسبانيا                     | برونا فيلامالا              | 1                       | 3          | —                           | —                         | 4        |
| 15                          | 15                          | دفاع                        | إنجلترا                     | لوسي برونز                  | 3                       | —          | —                           | —                         | 3        |
| 16                          | 23                          | وسط                         | النرويج                     | Ingrid Engen                | 2                       | —          | —                           | —                         | 2        |
| 16                          | 30                          | وسط                         | إسبانيا                     | فيكي لوبيز                  | 2                       | —          | —                           | —                         | 2        |
| 18                          | 21                          | وسط                         | إنجلترا                     | كيرا والش                   | 1                       | —          | —                           | —                         | 1        |
| 18                          | 3                           | دفاع                        | إسبانيا                     | لايا كودينا                 | 1                       | —          | —                           | —                         | 1        |
| 18                          | 5                           | دفاع                        | إسبانيا                     | جانا فرنانديز               | 1                       | —          | —                           | —                         | 1        |
| 18                          | 11                          | وسط                         | إسبانيا                     | أليكسيا بوتياس              | 1                       | —          | —                           | —                         | 1        |
| الأهداف العكسية (من الخصوم) | الأهداف العكسية (من الخصوم) | الأهداف العكسية (من الخصوم) | الأهداف العكسية (من الخصوم) | الأهداف العكسية (من الخصوم) | 4                       | —          | —                           | 1                         | 5        |
| الإجمالي                    | الإجمالي                    | الإجمالي                    | الإجمالي                    | الإجمالي                    | 118                     | 9          | 6                           | 40                        | 173      |

### هاتريك
| اللاعب               | ضد                    | الدقائق         | النتيجة بعد الأهداف | Result  | التاريخ        | المسابقة   | الحكم   |
| -------------------- | --------------------- | --------------- | ------------------- | ------- | -------------- | ---------- | ------- |
| برونا فيلامالا       | اوساسونا              | 22'، 26'، 55'   | 0–1، 0–2، 0–5       | 0–9 (A) | 2023 يناير 10  | كأس الملكة | [ 363 ] |
| أسيسات أوشوالا       | ليفانتي لاس بلاناس    | 25'، 56'، 63'   | 2–0، 5–0، 6–0       | 7–0 (H) | 2023 يناير 25  | دوري اف    | [ 364 ] |
| أسيسات أوشوالا       | UD غراناديلا تينيريفي | 8'، 12'، 27'    | 0–2، 0–3، 0–4       | 0–6 (A) | 2023 يناير 29  | دوري اف    | [ 365 ] |
| أسيسات أوشوالا       | ريال بيتيس            | 61'، 77'، 90+2' | 4–0، 6–0، 7–0       | 7–0 (H) | 2023 فبراير 05 | دوري اف    | [ 366 ] |
| كارولين غراهام هانسن | فياريال               | 70'، 84'، 90'   | 3–0، 4–0، 5–0       | 5–0 (H) | 2023 مارس 05   | دوري اف    | [ 222 ] |

(H) – على أرضه; (A) – خارج أرضه

### التمريرات الحاسمة
آخر تحديث last matchday..
| الترتيب | رقم     | المركز  | الجنسية  | اللاعب                 | دوري المحترفات الإسباني | كأس ملكة إسبانيا | كأس السوبر الإسباني | دوري الأبطال | المجموع |
| ------- | ------- | ------- | -------- | ---------------------- | ----------------------- | ---------------- | ------------------- | ------------ | ------- |
| 1       | 14      | وسط     | إسبانيا  | أيتانا بونماتي         | 10                      | 2                | 1                   | 8            | 21      |
| 2       | 9       | مهاجم   | إسبانيا  | ماريونا كالدينتي       | 6                       | —                | —                   | 5            | 11      |
| 2       | 12      | وسط     | إسبانيا  | باتريشيا غويغارو       | 8                       | —                | —                   | 2            | 10      |
| 2       | 16      | مهاجم   | السويد   | فريدولينا رولفو        | 8                       | —                | —                   | 2            | 10      |
| 2       | 18      | مهاجم   | البرازيل | غايسي فيريرا           | 2                       | 1                | 2                   | 5            | 10      |
| 6       | 6       | مهاجم   | إسبانيا  | Claudia Pina           | 8                       | —                | —                   | 1            | 9       |
| 6       | 10      | مهاجم   | النرويج  | كارولين غراهام هانسن   | 6                       | —                | —                   | 3            | 9       |
| 8       | 7       | دفاع    | سويسرا   | آنا ماريا كرنوغوريفيتش | 7                       | —                | —                   | 1            | 8       |
| 9       | 20      | مهاجم   | نيجيريا  | أسيسات أوشوالا         | 3                       | —                | 1                   | 3            | 7       |
| 10      | 4       | دفاع    | إسبانيا  | María Pilar León       | 6                       | —                | —                   | —            | 6       |
| 10      | 17      | مهاجم   | إسبانيا  | سلمى بارالويلو         | 4                       | 1                | —                   | 1            | 6       |
| 12      | 22      | دفاع    | إسبانيا  | Nuria Rábano           | 4                       | —                | —                   | —            | 4       |
| 12      | 15      | دفاع    | إنجلترا  | لوسي برونز             | 2                       | —                | 1                   | 1            | 4       |
| 14      | 8       | دفاع    | إسبانيا  | مارتا توريخون          | 2                       | —                | —                   | —            | 2       |
| 14      | 19      | مهاجم   | إسبانيا  | برونا فيلامالا         | 2                       | —                | —                   | —            | 2       |
| 14      | 21      | وسط     | إنجلترا  | Kiera Walsh            | —                       | —                | —                   | 2            | 2       |
| 17      | 2       | دفاع    | إسبانيا  | إيرين باريديس          | 1                       | —                | —                   | —            | 1       |
| 17      | 25      | دفاع    | إسبانيا  | Emma Ramírez           | 1                       | —                | —                   | —            | 1       |
| 17      | 23      | وسط     | النرويج  | Ingrid Engen           | 1                       | —                | —                   | —            | 1       |
| 17      | 5       | دفاع    | إسبانيا  | جانا فرنانديز          | 1                       | —                | —                   | —            | 1       |
| 17      | 30      | وسط     | إسبانيا  | فيكي لوبيز             | —                       | 1                | —                   | —            | 1       |
| المجموع | المجموع | المجموع | المجموع  | المجموع                | 82                      | 5                | 5                   | 34           | 126     |

### هاتريك التمريرات الحاسمة
| Player          | Against    | Minutes         | Score after assists | Result  | Date           | Competition | Ref     |
| --------------- | ---------- | --------------- | ------------------- | ------- | -------------- | ----------- | ------- |
| فريدولينا رولفو | ريال بيتيس | 48'، 61'، 77'   | 3–0، 4–0، 6–0       | 7–0 (H) | 2023 فبراير 05 | Liga F      | [ 369 ] |
| أيتانا بونماتي  | فياريال    | 38'، 70'، 84'   | 2–0، 3–0، 4–0       | 5–0 (H) | 2023 مارس 05   | Liga F      | [ 223 ] |
| أيتانا بونماتي  | فالنسيا    | 45+2'، 60'، 66' | 2–1، 3–1، 4–1       | 5–1 (H) | 2023 مارس 17   | Liga F      | [ 232 ] |

(H) – Home; (A) – Away

### الشباك النظيفة
آخر تحديث last matchday..
| Rank     | No.      | Nat.     | اللاعب          | الدوري | كأس الملكة | السوبر الإسباني | دوري الأبطال | المجموع |
| -------- | -------- | -------- | --------------- | ------ | ---------- | --------------- | ------------ | ------- |
| 1        | 1        | إسبانيا  | ساندرا بانوس    | 13     | —          | 1               | 3            | 17      |
| 2        | 24       | إسبانيا  | جيما فونت       | 7      | 1          | —               | 2            | 10      |
| 3        | 13       | إسبانيا  | كاتا كول        | 3      | —          | —               | —            | 3       |
| 4        | 36       | إسبانيا  | Meritxell Muñoz | —      | —          | —               | —            | —       |
| 4        | 37       | إسبانيا  | Meritxell Font  | —      | —          | —               | —            | —       |
| الإجمالي | الإجمالي | الإجمالي | الإجمالي        | 23     | 1          | 1               | 5            | 30      |

### السجل الانضباطي
آخر تحديث last matchday..
| الرقم.  | المركز.   | الجنسية. | لاعب                   | ليغا إف | ليغا إف                       | ليغا إف  | كوبا دي لا رينا | كوبا دي لا رينا               | كوبا دي لا رينا | سوبركوبا دي إسبانيا | سوبركوبا دي إسبانيا           | سوبركوبا دي إسبانيا | دوري الأبطال | دوري الأبطال                  | دوري الأبطال | المجموع | المجموع                       | المجموع  |
| الرقم.  | المركز.   | الجنسية. | لاعب                   | أنذر    | Yellow card · Yellow-red card | Red card | أنذر            | Yellow card · Yellow-red card | Red card        | أنذر                | Yellow card · Yellow-red card | Red card            | أنذر         | Yellow card · Yellow-red card | Red card     | أنذر    | Yellow card · Yellow-red card | Red card |
| ------- | --------- | -------- | ---------------------- | ------- | ----------------------------- | -------- | --------------- | ----------------------------- | --------------- | ------------------- | ----------------------------- | ------------------- | ------------ | ----------------------------- | ------------ | ------- | ----------------------------- | -------- |
| 2       | دفاع      | إسبانيا  | إيرين باريديس          | 2       |                               |          |                 |                               |                 | 2                   | 1                             |                     | 2            |                               |              | 6       | 1                             |          |
| 18      | مهاجم     | البرازيل | جيز فيريرا             | 5       |                               |          |                 |                               |                 |                     |                               |                     | 1            |                               |              | 6       |                               |          |
| 4       | دفاع      | إسبانيا  | ماريا بيلار ليون       | 4       |                               |          |                 |                               |                 |                     |                               |                     | 2            |                               |              | 6       |                               |          |
| 1       | حارس مرمى | إسبانيا  | ساندرا بانوس           | 2       |                               |          |                 |                               |                 |                     |                               |                     | 1            |                               |              | 3       |                               |          |
| 9       | مهاجم     | إسبانيا  | ماريونا كالدينتي       | 3       |                               |          |                 |                               |                 |                     |                               |                     |              |                               |              | 3       |                               |          |
| 14      | وسط       | إسبانيا  | أيتانا بونماتي         | 1       |                               |          |                 |                               |                 |                     |                               |                     | 2            |                               |              | 3       |                               |          |
| 10      | مهاجم     | النرويج  | كارولين غراهام هانسن   | 2       |                               |          |                 |                               |                 |                     |                               |                     |              |                               |              | 2       |                               |          |
| 16      | مهاجم     | السويد   | فريدولينا رولفو        | 2       |                               |          |                 |                               |                 |                     |                               |                     |              |                               |              | 2       |                               |          |
| 3       | دفاع      | إسبانيا  | لايا كودينا            | 2       |                               |          |                 |                               |                 |                     |                               |                     |              |                               |              | 2       |                               |          |
| 7       | دفاع      | سويسرا   | آنا ماريا كرنوغوريفيتش | 2       |                               |          |                 |                               |                 |                     |                               |                     |              |                               |              | 2       |                               |          |
| 22      | دفاع      | إسبانيا  | نوريا رابانو           | 1       |                               |          |                 |                               |                 |                     |                               |                     | 1            |                               |              | 2       |                               |          |
| 20      | مهاجم     | نيجيريا  | أسيسات أوشوالا         | 1       |                               |          |                 |                               |                 |                     |                               |                     | 1            |                               |              | 2       |                               |          |
| 5       | دفاع      | إسبانيا  | جانا فرنانديز          | 1       |                               |          |                 |                               |                 |                     |                               |                     | 1            |                               |              | 2       |                               |          |
| 15      | دفاع      | إنجلترا  | لوسي برونز             |         |                               |          |                 |                               |                 | 1                   |                               |                     | 1            |                               |              | 2       |                               |          |
| 19      | مهاجم     | إسبانيا  | برونا فيلامالا         | 1       |                               |          |                 |                               |                 |                     |                               |                     |              |                               |              | 1       |                               |          |
| 34      | دفاع      | إسبانيا  | مارتينا فرنانديز       | 1       |                               |          |                 |                               |                 |                     |                               |                     |              |                               |              | 1       |                               |          |
| 6       | مهاجم     | إسبانيا  | كلاوديا بينا           | 1       |                               |          |                 |                               |                 |                     |                               |                     |              |                               |              | 1       |                               |          |
| 17      | مهاجم     | إسبانيا  | سلمى بارالويلو         |         |                               |          |                 |                               |                 | 1                   |                               |                     |              |                               |              | 1       |                               |          |
| 21      | وسط       | إنجلترا  | كيرا والش              |         |                               |          |                 |                               |                 |                     |                               |                     | 1            |                               |              | 1       |                               |          |
| مدرب    | مدرب      | إسبانيا  | جوناثان جيرالدز        |         |                               |          |                 |                               |                 |                     |                               |                     | 1            |                               |              | 1       |                               |          |
| المجموع | المجموع   | المجموع  | المجموع                | 31      |                               |          |                 |                               |                 | 4                   | 1                             |                     | 14           |                               |              | 49      | 1                             |          |

المصدر: FCBarcelona.com

  

- = إشارة إلى الحصول على الإنذار الأول "البطاقة الصفراء الأولى".
- = إشارة إلى الحصول على الطرد المباشر "بطاقة حمراء مباشرة".

### سجل الإصابات
| No. | Pos.      | Nat.    | الاسم                                           | Type                                         | Status     | Source          | Match                      | Inj. Date      | Ret. Date      |
| --- | --------- | ------- | ----------------------------------------------- | -------------------------------------------- | ---------- | --------------- | -------------------------- | -------------- | -------------- |
| 19  | مهاجم     | إسبانيا | برونا فيلامالا                                  | إصابة الرباط الصليبي الأمامي – الركبة اليمنى |            | Barça Buzz      | ضد البرتغال مع إسبانيا     | 25 أكتوبر 2021 | 18 نوفمبر 2022 |
| 5   | دفاع      | إسبانيا | جانا فرنانديز                                   | إصابة الرباط الصليبي الأمامي – الركبة اليمنى |            | FCB.com         | في التدريب                 | 14 فبراير 2022 | 28 فبراير 2023 |
| 13  | حارس مرمى | إسبانيا | كاتا كول                                        | إصابة الرباط الصليبي الأمامي – الركبة اليسرى |            | Sport           | في التدريب                 | 22 فبراير 2022 | 3 مارس 2023    |
| 11  | وسط       | إسبانيا | أليكسيا بوتياس                                  | إصابة الرباط الصليبي الأمامي – الركبة اليسرى |            | FCB.com         | في التدريب                 | 5 يوليوز 2022  | 26 أبريل 2023  |
| 20  | مهاجم     | نيجيريا | أسيسات أوشوالا                                  | إصابة الرباط الجانبي الأوسط                  |            | BBC             | ضد جنوب أفريقيا مع نيجيريا | 6 يوليوز 2022  | 8 سبتمبر 2022  |
| 22  | دفاع      | إسبانيا | Nuria Rábano                                    | التواء في الكاحل                             |            | Diario AS       | في التدريب                 | 3 أغسطس 2022   | 8 سبتمبر 2022  |
| 14  | وسط       | إسبانيا | أيتانا بونماتي                                  | تمدد في عضلة الساق – عضلة الساق اليمنى       |            | FCB.com         | في التدريب                 | 10 أغسطس 2022  | 15 سبتمبر 2022 |
| 3   | دفاع      | إسبانيا | لايا كودينا                                     | تمدد في الفخذ – الفخذ الأيمن                 |            | Sport           | في التدريب                 | 15 أغسطس 2022  | 8 سبتمبر 2022  |
| 10  | مهاجم     | النرويج | كارولين غراهام هانسن                            | إصابة طفيفة في الركبة                        |            | FCB Twitter     | ضد مونبلييه                | 23 أغسطس 2022  | 25 أغسطس 2022  |
| 23  | وسط       | النرويج | Ingrid Engen                                    | ارتجاج الدماغ                                |            | FCB Twitter     | ضد مونبلييه                | 23 أغسطس 2022  | 28 أغسطس 2022  |
| 8   | دفاع      | إسبانيا | مارتا توريخون                                   | تمدد في الفخذ – الفخذ الأيمن                 |            | FCB Twitter     | في التدريب                 | 25 أغسطس 2022  | 9 سبتمبر 2022  |
| 4   | دفاع      | إسبانيا | María Pilar León                                | إجهاد في الرقبة                              |            | SEFF Twitter    | في التدريب                 | 28 أغسطس 2022  | 9 سبتمبر 2022  |
| 17  | مهاجم     | إسبانيا | سلمى بارالويلو                                  | تمدد في الفخذ – الفخذ الأيمن                 |            | FCB Twitter     | في التدريب                 | 16 سبتمبر 2022 | 24 سبتمبر 2022 |
| 6   | مهاجم     | إسبانيا | كلاوديا بينا                                    | إجهاد في الفقرات القطنية                     |            | FCB Twitter     | في التدريب                 | 16 سبتمبر 2022 | 24 سبتمبر 2022 |
| 14  | وسط       | إسبانيا | أيتانا بونماتي                                  | تمدد في الفخذ – الفخذ الأيمن                 |            | FCB.com         | في التدريب                 | 20 سبتمبر 2022 | 15 أكتوبر 2022 |
| 25  | دفاع      | إسبانيا | Emma Ramírez                                    | تمدد في الفخذ – الفخذ الأيمن                 |            | FCB Twitter     | في التدريب                 | 24 سبتمبر 2022 | 23 نوفمبر 2022 |
| 1   | حارس مرمى | إسبانيا | ساندرا بانوس                                    | التواء في الكاحل – الكاحل الأيسر             |            | FCB Twitter     | في التدريب                 | 30 سبتمبر 2022 | 21 أكتوبر 2022 |
| 17  | مهاجم     | إسبانيا | سلمى بارالويلو                                  | تمدد في الفخذ – الفخذ الأيمن                 |            | FCB Twitter     | في التدريب                 | 30 سبتمبر 2022 | 25 أكتوبر 2022 |
| 3   | دفاع      | إسبانيا | لايا كودينا                                     | كتف منفصل – الكتف الأيمن                     |            | FCB.com         | ضد بنفيكا                  | 19 أكتوبر 2022 | 19 نوفمبر 2022 |
| 10  | مهاجم     | النرويج | كارولين غراهام هانسن                            | تمزق عضلات باطن الركبة – الفخذ الأيمن        |            | FCB.com         | ضد روسينجورد               | 27 أكتوبر 2022 | 2 مارس 2023    |
| 9   | مهاجم     | إسبانيا | ماريونا كالدينتي                                | تمزق عضلات باطن الركبة – الفخذ الأيمن        |            | FCB Twitter     | في التدريب                 | 2 نوفمبر 2022  | 26 نوفمبر 2022 |
| 15  | دفاع      | إنجلترا | لوسي برونز                                      | إصابة في الركبة                              |            | Mundo Deportivo | مع إنجلترا                 | 11 نوفمبر 2022 | 23 نوفمبر 2022 |
| 14  | وسط       | إسبانيا | أيتانا بونماتي                                  | إصابة عضلية                                  |            | FCB Twitter     | في التدريب                 | 19 نوفمبر 2022 | 23 نوفمبر 2022 |
| 25  | دفاع      | إسبانيا | Emma Ramírez                                    | إصابة في الساق – الساق اليمنى                |            | FCB Twitter     | في التدريب                 | 20 ديسمبر 2022 | 4 يناير 2023   |
| 23  | وسط       | النرويج | Ingrid Engen                                    | مستقيمة فخذية إصابة – الساق اليمنى           |            | FCB Twitter     | ضد إشبيلية                 | 7 يناير 2023   | 1 مارس 2023    |
| 19  | مهاجم     | إسبانيا | برونا فيلامالا                                  | عضلة رباعية الرؤوس إصابة – الساق اليسرى      |            | FCB Twitter     | في التدريب                 | 13 يناير 2023  | 4 فبراير 2023  |
| 21  | وسط       | إنجلترا | كيرا والش                                       | إصابة في الفخذ – الفخذ الأيسر                |            | Soccerway       | ضد ريال مدريد              | 19 يناير 2023  | 29 يناير 2023  |
| 17  | مهاجم     | إسبانيا | سلمى بارالويلو                                  | تمدد في الفخذ – الفخذ الأيسر                 |            | FCB Twitter     | في التدريب                 | 25 يناير 2023  | 4 فبراير 2023  |
| 9   | مهاجم     | إسبانيا | ماريونا كالدينتي                                | تمدد في الفخذ – الفخذ الأيسر                 |            | FCB Twitter     | في التدريب                 | 10 فبراير 2023 | 14 أبريل 2023  |
| 9   | مهاجم     | إسبانيا | إصابة العضلة الفخذية ذات الرأسين – الفخذ الأيسر | FCB Twitter                                  | في التدريب | 24 فبراير 2023  |                            |                | 14 أبريل 2023  |
| 6   | مهاجم     | إسبانيا | كلاوديا بينا                                    | التواء في الكاحل – الكاحل الأيمن             |            | FCB Twitter     | في التدريب                 | 16 مارس 2023   | 20 أبريل 2023  |
| 10  | مهاجم     | النرويج | كارولين غراهام هانسن                            | رباط رضفي عدم الراحة – الركبة اليسرى         |            | Fotball.no      | ضد الحمة                   | 2 أبريل 2023   | 14 أبريل 2023  |
| 20  | مهاجم     | نيجيريا | أسيسات أوشوالا                                  | عدم الراحة – الفخذ الأيسر                    |            | FCB Twitter     | في التدريب                 | 14 أبريل 2023  | 20 أبريل 2023  |
| 15  | دفاع      | إنجلترا | لوسي برونز                                      | إجهاد في الركبة – الركبة اليمنى              |            | Sky Sports      | ضد تشيلسي                  | 22 أبريل 2023  | 1 يونيو 2023   |
| 16  | مهاجم     | السويد  | فريدولينا رولفو                                 | عدم الراحة – الركبة اليمنى                   |            | FCB Twitter     | في التدريب                 | 29 أبريل 2023  | 1 يونيو 2023   |
| 20  | مهاجم     | نيجيريا | أسيسات أوشوالا                                  | إصابة أوتار الركبة – الفخذ الأيسر            |            | FCB Twitter     | في التدريب                 | 3 يونيو 2023   | 21 يوليوز 2023 |

 - إصابة اللاعب

 - تعافى اللاعب من الإصابة

مصدر: [بحاجة لمصدر]

## Awards
| الاسم                | المركز                                                                                                 | الجائزة | مرجع                            |
| -------------------- | --- | --- | ------------------------------- |
| أسيسات أوشوالا       | مهاجم                                                                                                  | جائزة أفضل لاعبة في إفريقيا (2022) (خامس جائزة – رقم قياسي)                                                      | [ 30 ] [ 31 ] [ 32 ] [ 33 ]     |
| أيتانا بونماتي       | لاعب وسط (كرة القدم)                                                                                   | فريق بطولة أمم أوروبا للسيدات 2022                                                                               | [ 381 ]                         |
| أيتانا بونماتي       | أفضل عشرة أهداف في بطولة أمم أوروبا للسيدات 2022 – #5                                                  | |                                 |
| أليكسيا بوتياس       | لاعب وسط (كرة القدم)                                                                                   | جائزة أفضل لاعبة في أوروبا (2021–22) (ثاني جائزة – رقم قياسي مشترك)                                              | [ 44 ] [ 45 ] [ 46 ] [ 47 ]     |
| أليكسيا بوتياس       | لاعب وسط (كرة القدم)                                                                                   | البالون دور (2021–22) (ثاني جائزة – رقم قياسي)                                                                   | [ 65 ] [ 66 ] [ 67 ] [ 68 ]     |
| أليكسيا بوتياس       | لاعب وسط (كرة القدم)                                                                                   | Golden Woman (2022) (أول جائزة – رقم قياسي مشترك)                                                                | [ 76 ] [ 77 ] [ 78 ] [ 79 ]     |
| أسيسات أوشوالا       | مهاجم                                                                                                  | دوري أبطال أوروبا للسيدات هدف الأسبوع – الجولة الأولى (ضد بنفيكا)                                                | [ 70 ] [ 71 ]                   |
| أليكسيا بوتياس       | لاعب وسط (كرة القدم)                                                                                   | حفل كرة القدم النسائية (2022) – أفضل لاعب                                                                        | [ 81 ] [ 82 ] [ 83 ]            |
| كلاوديا بينا         | مهاجم                                                                                                  | حفل كرة القدم النسائية (2022) – جائزة الأثر الدولي                                                               | [ 81 ] [ 82 ] [ 83 ]            |
| Júlia Bartel         | لاعب وسط (كرة القدم)                                                                                   | حفل كرة القدم النسائية (2022) – جائزة الوعد                                                                      | [ 81 ] [ 82 ] [ 83 ]            |
| سلمى بارالويلو       | مهاجم                                                                                                  | حفل كرة القدم النسائية (2022) – أفضل هدف                                                                         | [ 81 ] [ 82 ] [ 83 ]            |
| نادي برشلونة         | حفل كرة القدم النسائية (2022) – جائزة استثنائية: رقم قياسي في الحضور                                   | | [ 81 ] [ 82 ] [ 83 ]            |
| ماريونا كالدينتي     | مهاجم                                                                                                  | دوري أبطال أوروبا للسيدات هدف الأسبوع – الجولة الثانية (ضد روسينجورد)                                            | [ 85 ] [ 86 ]                   |
| فيكي لوبيز           | لاعب وسط (كرة القدم)                                                                                   | الكرة الذهبية (كأس العالم للسيدات تحت 17 سنة لكرة القدم 2022) (أول جائزة – رقم قياسي مشترك)                      | [ 90 ] [ 91 ] [ 92 ]            |
| أليكسيا بوتياس       | لاعب وسط (كرة القدم)                                                                                   | جوائز جول ميديا فوتبول فيست (2022) – أفضل لاعبة في الدوري الإسباني للسيدات (2021–22)                             | [ 98 ] [ 99 ] [ 100 ] [ 101 ]   |
| ساندرا بانوس         | حارس مرمى                                                                                              | جوائز جول ميديا فوتبول فيست (2022) – أفضل حارس مرمى في الدوري الإسباني للسيدات (2021–22)                         | [ 98 ] [ 99 ] [ 100 ] [ 101 ]   |
| نادي برشلونة         | جوائز جول ميديا فوتبول فيست (2022) – جائزة السوبر كامبيوناسات 2022: أفضل نادي كرة قدم نسائية (2021–22) | | [ 98 ] [ 99 ] [ 100 ] [ 101 ]   |
| أليكسيا بوتياس       | لاعب وسط (كرة القدم)                                                                                   | جوائز جلوب سوكر – أفضل لاعبة في العالم (2022) (ثاني جائزة – رقم قياسي)                                           | [ 102 ] [ 103 ] [ 104 ]         |
| أليكسيا بوتياس       | لاعب وسط (كرة القدم)                                                                                   | حفل النجوم لكرة القدم الكتالونية (2022) – أفضل لاعبة كرة قدم كتالونية للسيدات (2021–22) (رابع جائزة – رقم قياسي) | [ 108 ] [ 109 ]                 |
| أليكسيا بوتياس       | لاعب وسط (كرة القدم)                                                                                   | حفل النجوم لكرة القدم الكتالونية (2022) – هدافة العام (2021–22) (18 هدف)                                         | [ 108 ] [ 109 ]                 |
| كلاوديا بينا         | مهاجم                                                                                                  | حفل النجوم لكرة القدم الكتالونية (2022) – اللاعب الأكثر وعدًا (2021–22) (أول جائزة)                               | [ 108 ] [ 109 ]                 |
| أليكسيا بوتياس       | لاعب وسط (كرة القدم)                                                                                   | أفضل لاعبة في دوري أبطال أوروبا للسيدات: 2021–22 (أول جائزة)                                                     | [ 382 ]                         |
| كلاوديا بينا         | مهاجم                                                                                                  | دوري أبطال أوروبا للسيدات هدف الأسبوع – الجولة الثالثة (ضد بايرن ميونخ)                                          | [ 113 ] [ 114 ]                 |
| أليكسيا بوتياس       | لاعب وسط (كرة القدم)                                                                                   | أفضل لاعبة في العالم من IFFHS (2022) (ثاني جائزة – رقم قياسي)                                                    | [ 129 ] [ 130 ] [ 383 ]         |
| أليكسيا بوتياس       | لاعب وسط (كرة القدم)                                                                                   | أفضل لاعبة صانعة لعب في العالم من IFFHS (2022) (ثاني جائزة)                                                      | [ 129 ] [ 130 ] [ 383 ]         |
| كلاوديا بينا         | مهاجم                                                                                                  | دوري أبطال أوروبا للسيدات هدف الأسبوع – الجولة الخامسة (ضد بنفيكا)                                               | [ 131 ]                         |
| أليكسيا بوتياس       | لاعب وسط (كرة القدم)                                                                                   | جوائز ماركا لرياضة النساء (2021–22) – أفضل لاعب                                                                  | [ 136 ] [ 137 ]                 |
| أسيسات أوشوالا       | مهاجم                                                                                                  | جوائز ماركا لرياضة النساء (2021–22) – جائزة بيتشيشي (مشاركة مع جيزي فيريرا)                                      | [ 136 ] [ 137 ]                 |
| سلمى بارالويلو       | مهاجم                                                                                                  | جوائز ماركا لرياضة النساء (2021–22) – هدف العام                                                                  | [ 136 ] [ 137 ]                 |
| Jonatan Giráldez     | مدرب                                                                                                   | جوائز ماركا لرياضة النساء (2021–22) – أفضل مدرب                                                                  | [ 136 ] [ 137 ]                 |
| أليكسيا بوتياس       | لاعب وسط (كرة القدم)                                                                                   | GOAL50 – أفضل لاعبة في العام (2022) (ثاني جائزة – رقم قياسي)                                                     | [ 138 ] [ 139 ]                 |
| فريدولينا رولفو      | مهاجم                                                                                                  | دوري أبطال أوروبا للسيدات هدف الأسبوع – الجولة السادسة (ضد روسينجورد)                                            | [ 140 ]                         |
| أليكسيا بوتياس       | لاعب وسط (كرة القدم)                                                                                   | أفضل 10 لاعبات كرة قدم في العالم 2022 – #1 (ثاني ظهور في المرتبة الأولى – رقم قياسي مشترك)                       | [ 144 ] [ 145 ]                 |
| أيتانا بونماتي       | لاعب وسط (كرة القدم)                                                                                   | أفضل 10 لاعبات كرة قدم في العالم 2022 – #4                                                                       | [ 144 ] [ 145 ]                 |
| كارولين غراهام هانسن | مهاجم                                                                                                  | أفضل 10 لاعبات كرة قدم في العالم 2022 – #8                                                                       | [ 144 ] [ 145 ]                 |
| كيرا والش            | لاعب وسط (كرة القدم)                                                                                   | أفضل 10 لاعبات كرة قدم في العالم 2022 – #9                                                                       | [ 144 ] [ 145 ]                 |
| لوسي برونز           | مدافع                                                                                                  | أفضل 10 لاعبات كرة قدم في العالم 2022 – #10 (السادس ضمن أفضل 10 – رقم قياسي مشترك)                               | [ 144 ] [ 145 ]                 |
| فريدولينا رولفو      | مهاجم                                                                                                  | فوتبولسجالان – أفضل مهاجم سويدي للسنة (2022) (ثالث جائزة)                                                        | [ 384 ]                         |
| فريدولينا رولفو      | مهاجم                                                                                                  | الكرة الماسية – أفضل لاعبة سويدية للسنة (2022) (ثاني جائزة)                                                      | [ 385 ]                         |
| أليكسيا بوتياس       | لاعب وسط (كرة القدم)                                                                                   | الرابطة الدولية للصحافة الرياضية (AIPS) – أفضل رياضية للسيدات للسنة (2022) (أول جائزة)                           | [ 146 ] [ 147 ]                 |
| كلاوديا بينا         | مهاجم                                                                                                  | دوري أبطال أوروبا للسيدات أفضل هدف في مرحلة المجموعات (ضد بايرن ميونخ – الجولة الثالثة)                          | [ 115 ] [ 116 ]                 |
| نادي برشلونة         | نادي برشلونة                                                                                           | أفضل نادي عالمي للسيدات من IFFHS (2022) (ثاني جائزة)                                                             | [ 185 ] [ 386 ]                 |
| نادي برشلونة         | نادي برشلونة                                                                                           | أفضل نادي أوروبي للسيدات من IFFHS (2022)                                                                         | [ 387 ]                         |
| أسيسات أوشوالا       | مهاجم                                                                                                  | أفضل هداف عالمي للسيدات من IFFHS يناير 2023                                                                      | [ 388 ]                         |
| نادي برشلونة         | نادي برشلونة                                                                                           | جائزة بانينكا أنطونين للسنة (2022) – القيم الثقافية في كرة القدم الإسبانية                                       | [ 389 ]                         |
| نادي برشلونة (نادي)  | نادي برشلونة (نادي)                                                                                    | جائزة إنديركوك إستريلا (2023) – تعزيز الموسيقى الكتالونية                                                        | [ 194 ]                         |
| أليكسيا بوتياس       | لاعب وسط (كرة القدم)                                                                                   | إل موندو ديبورتيفو الحفل الكبير – رياضية السنة (2022)                                                            | [ 390 ]                         |
| أليكسيا بوتياس       | لاعب وسط (كرة القدم)                                                                                   | جائزة ألدو روفيرا (2021–22) (ثاني جائزة – رقم قياسي)                                                             | [ 391 ]                         |
| ساندرا بانوس         | حارس مرمى                                                                                              | FIFA FIFPRO Women's World 11 "World Squad" (2022)                                                                | [ 204 ]                         |
| لوسي برونز           | مدافع                                                                                                  | FIFA FIFPRO Women's World 11 "World Squad" (2022)                                                                | [ 204 ]                         |
| ماريا بيلار ليون     | مدافع                                                                                                  | FIFA FIFPRO Women's World 11 "World Squad" (2022)                                                                | [ 204 ]                         |
| إيرين باريديس        | مدافع                                                                                                  | FIFA FIFPRO Women's World 11 "World Squad" (2022)                                                                | [ 204 ]                         |
| أيتانا بونماتي       | لاعب وسط (كرة القدم)                                                                                   | FIFA FIFPRO Women's World 11 "World Squad" (2022)                                                                | [ 204 ]                         |
| كارولين غراهام هانسن | مهاجم                                                                                                  | FIFA FIFPRO Women's World 11 "World Squad" (2022)                                                                | [ 204 ]                         |
| أليكسيا بوتياس       | لاعب وسط (كرة القدم)                                                                                   | FIFA FIFPRO Women's World 11 "World Squad" (2022)                                                                | [ 204 ]                         |
| كيرا والش            | لاعب وسط (كرة القدم)                                                                                   | FIFA FIFPRO Women's World 11 "World Squad" (2022)                                                                | [ 204 ]                         |
| أيتانا بونماتي       | لاعب وسط (كرة القدم)                                                                                   | جائزة لاعبو برشلونة (2021–22) (ثاني جائزة – رقم قياسي)                                                           | [ 205 ]                         |
| لوسي برونز           | مدافع                                                                                                  | FIFA FIFPRO Women's World 11 (2022) (خامس ظهور)                                                                  | [ 211 ] [ 212 ] [ 213 ]         |
| ماريا بيلار ليون     | مدافع                                                                                                  | FIFA FIFPRO Women's World 11 (2022) (أول ظهور)                                                                   | [ 211 ] [ 212 ] [ 213 ]         |
| أليكسيا بوتياس       | لاعب وسط (كرة القدم)                                                                                   | FIFA FIFPRO Women's World 11 (2022) (أول ظهور)                                                                   | [ 211 ] [ 212 ] [ 213 ]         |
| كيرا والش            | لاعب وسط (كرة القدم)                                                                                   | FIFA FIFPRO Women's World 11 (2022) (أول ظهور)                                                                   | [ 211 ] [ 212 ] [ 213 ]         |
| أليكسيا بوتياس       | لاعب وسط (كرة القدم)                                                                                   | أفضل لاعبة في العالم من FIFA (2022) (ثاني جائزة – رقم قياسي)                                                     | [ 215 ] [ 216 ] [ 218 ] [ 219 ] |
| ماريا بيلار ليون     | مدافع                                                                                                  | دوري أبطال أوروبا للسيدات هدف الأسبوع – ربع النهائي – الإياب (ضد روما)                                           | [ 242 ] [ 243 ]                 |
| أليكسيا بوتياس       | لاعب وسط (كرة القدم)                                                                                   | Premio Reina Letizia (2021)                                                                                      | [ 392 ]                         |
| كارولين غراهام هانسن | مهاجم                                                                                                  | دوري أبطال أوروبا للسيدات هدف الأسبوع – نصف النهائي – الذهاب (ضد تشيلسي)                                         | [ 255 ]                         |
| كارولين غراهام هانسن | مهاجم                                                                                                  | دوري أبطال أوروبا للسيدات هدف الأسبوع – نصف النهائي – الإياب (ضد تشيلسي)                                         | [ 259 ]                         |
| كيرا والش            | لاعب وسط (كرة القدم)                                                                                   | جوائز كرة القدم النسائية أفضل لاعبة دولية للسنة (2022) (أول جائزة – رقم قياسي)                                   | [ 393 ]                         |
| نادي برشلونة         | نادي برشلونة                                                                                           | جائزة كولير نسائي                                                                                                | [ 394 ] [ 395 ]                 |
| أيتانا بونماتي       | لاعب وسط (كرة القدم)                                                                                   | دوري أبطال أوروبا للسيدات أفضل لاعبة في الموسم 2022–23 (أول جائزة – رقم قياسي مشترك)                             | [ 396 ] [ 397 ] [ 398 ]         |
| أيتانا بونماتي       | لاعب وسط (كرة القدم)                                                                                   | دوري أبطال أوروبا للسيدات فريق الموسم 2022–23                                                                    | [ 396 ] [ 397 ] [ 398 ]         |
| لوسي برونز           | مدافع                                                                                                  | دوري أبطال أوروبا للسيدات فريق الموسم 2022–23                                                                    | [ 396 ] [ 397 ] [ 398 ]         |
| إيرين باريديس        | مدافع                                                                                                  | دوري أبطال أوروبا للسيدات فريق الموسم 2022–23                                                                    | [ 396 ] [ 397 ] [ 398 ]         |
| ماريا بيلار ليون     | مدافع                                                                                                  | دوري أبطال أوروبا للسيدات فريق الموسم 2022–23                                                                    | [ 396 ] [ 397 ] [ 398 ]         |
| Patri Guijarro       | لاعب وسط (كرة القدم)                                                                                   | دوري أبطال أوروبا للسيدات فريق الموسم 2022–23                                                                    | [ 396 ] [ 397 ] [ 398 ]         |
| كارولين غراهام هانسن | مهاجم                                                                                                  | دوري أبطال أوروبا للسيدات فريق الموسم 2022–23                                                                    | [ 396 ] [ 397 ] [ 398 ]         |
| أيتانا بونماتي       | لاعب وسط (كرة القدم)                                                                                   | جائزة ألدو روفيرا (2022–23)                                                                                      | [ 399 ]                         |